# Bobbio
Bobbio (AFI: [ˈbɔbbjo]; Bòbi in dialetto bobbiese e piacentino) è un comune italiano di 3 383 abitanti della provincia di Piacenza, in val Trebbia, in Emilia-Romagna. Il territorio, abitato fin dal neolitico con insediamenti celto-liguri, divenne romano nel 14 a.C. e nel IV secolo si formò il borgo fortificato di Castrum Bobium, ma la sua storia si identifica con quella dell'Abbazia di San Colombano fondata nel 614.
Il 14 febbraio 1014 ebbe il titolo di Città, divenendo Diocesi, Contea vescovile, Comune e cingendosi di mura; prima indipendente come Feudo imperiale, una breve parentesi come Signoria dei Malaspina, poi sotto il Ducato di Milano come Contea imperiale autonoma dei Dal Verme, e infine nel Regno di Sardegna sotto i Savoia. Libero comune dall'inizio del XII secolo, combatté con la Lega Lombarda contro il Barbarossa a Legnano. Provincia sotto il Dipartimento di Genova fino all'unità d'Italia, fino al 1923 fu parte della provincia di Pavia, poi passò alla provincia di Piacenza. Fu sede vescovile residente fino al 1986, tuttora è sede vescovile, in accorpamento con la Diocesi di Piacenza forma la Diocesi di Piacenza-Bobbio.
La città è sede della nuova Unione di comuni: Unione montana Valli Trebbia e Luretta. È una meta turistica nota per il suo passato di arte e cultura. Il centro storico ha mantenuto intatte le caratteristiche del borgo medievale. Simbolo della cittadina è il Ponte Vecchio detto anche Ponte Gobbo (o Ponte del Diavolo), un ponte in pietra romanico di origine incerta, che attraversa il fiume Trebbia con 11 arcate irregolari. Domina il Santuario di Santa Maria in Monte Penice, che si trova sulla cima del monte omonimo.

## Geografia fisica

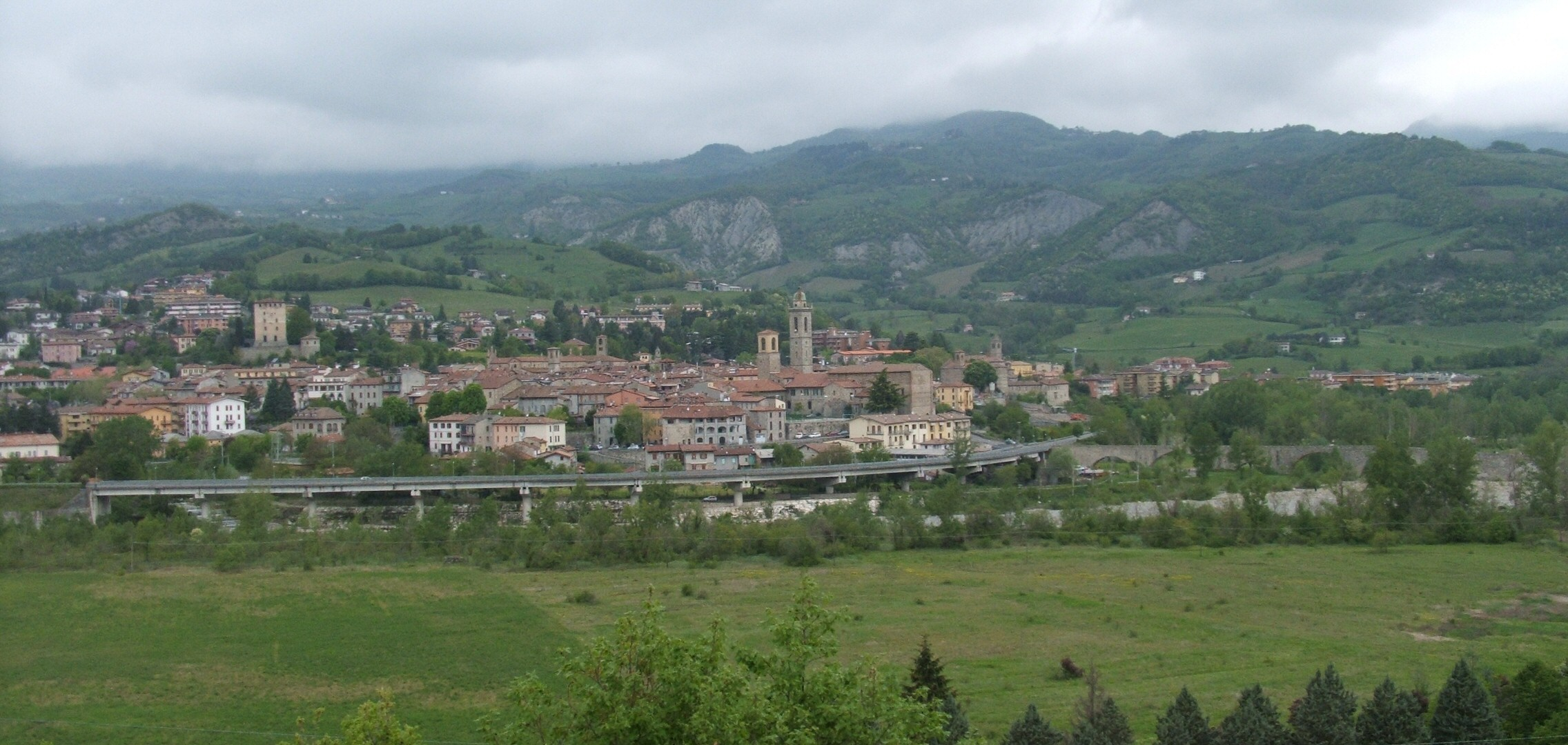
Veduta di Bobbio

Bobbio è un comune collinare vallivo, con vicine montagne appenniniche, il cui capoluogo è situato sulla sponda sinistra del fiume Trebbia, tra i torrenti Bobbio e Dorbida, ai piedi del monte Penice (1.460 m s.l.m.). Il centro storico cittadino e la sede comunale sono situate ad una quota di 272 m s.l.m.
Vi sono poi quartieri (S. Martino, Auxilia, Valgrana, Canneto, Rio Foino, Borgo, Candia, Corgnate, La Spessa, S. Ambrogio, Cognolo) al di fuori del centro adiacenti al Trebbia a quote meno elevate e quartieri nella parte alta (Buffalora, Bargo, Monte Santo, l'Erta, Maiolo, Brada, Squera, Bosco, Sciola, Dorbida, Balzago), mediamente la quota è compresa fra i 250 e 400 m s.l.m.
Il territorio comunale confina a sud con il comune di Corte Brugnatella, ad ovest con la provincia di Pavia in Lombardia (Brallo di Pregola, Santa Margherita di Staffora, Menconico, Romagnese), a nord con i comuni di Alta Val Tidone, Piozzano e Travo ad est con il comune di Coli. Il paesaggio presenta un'alternanza di campi coltivati e boschi cedui.

### Territorio

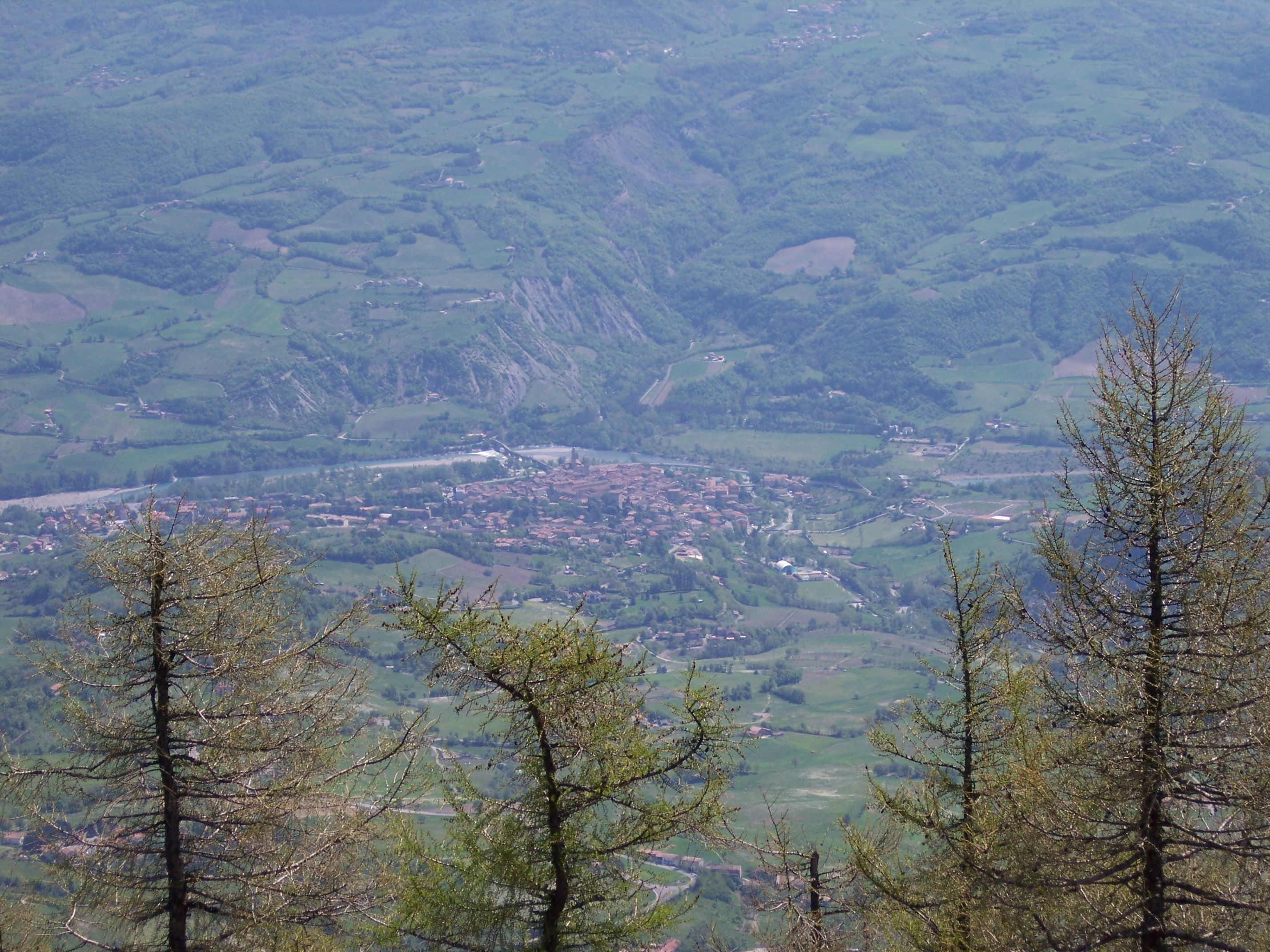
Veduta di Bobbio dalla vetta del Penice

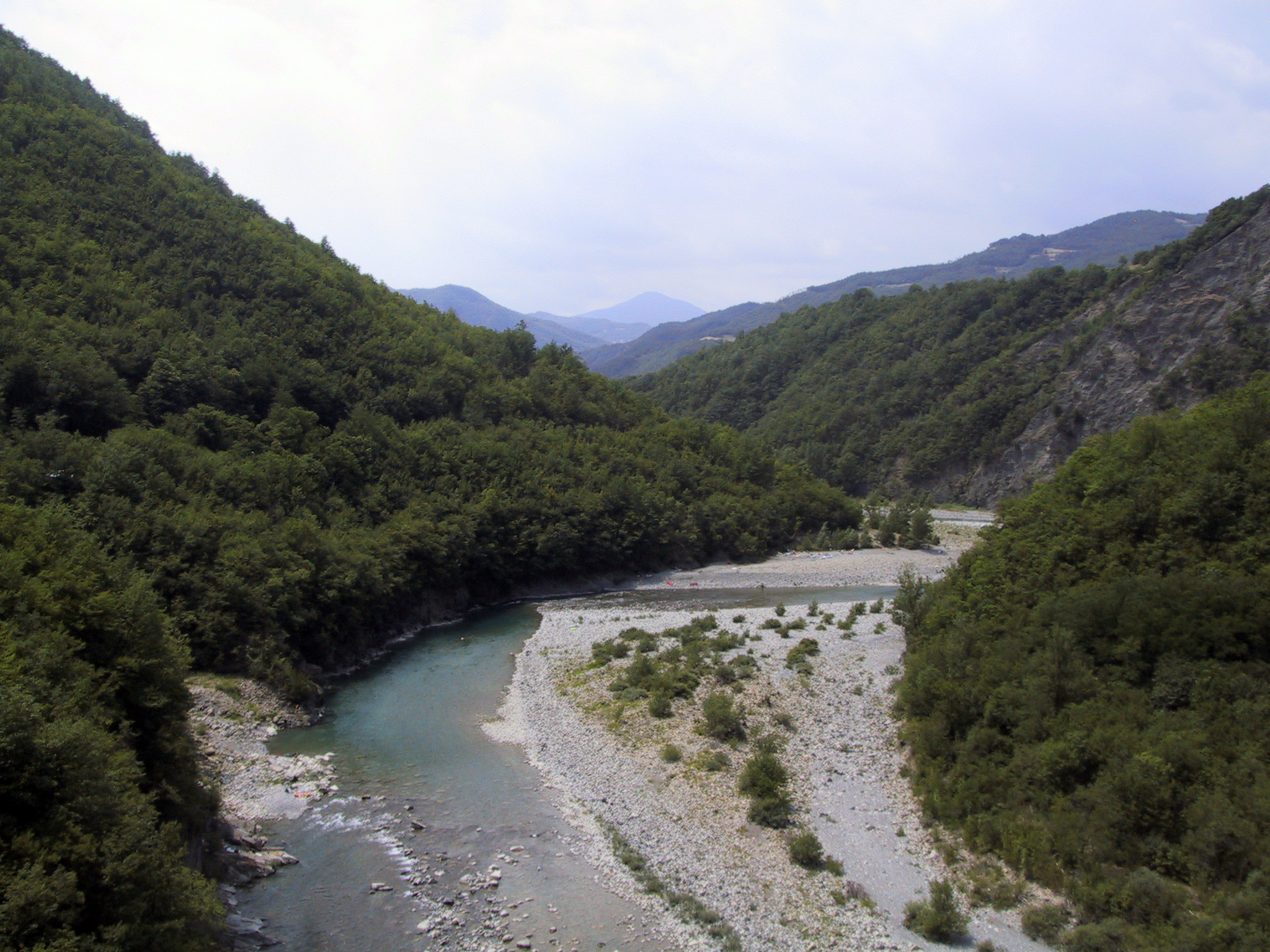
La Trebbia a monte di Bobbio

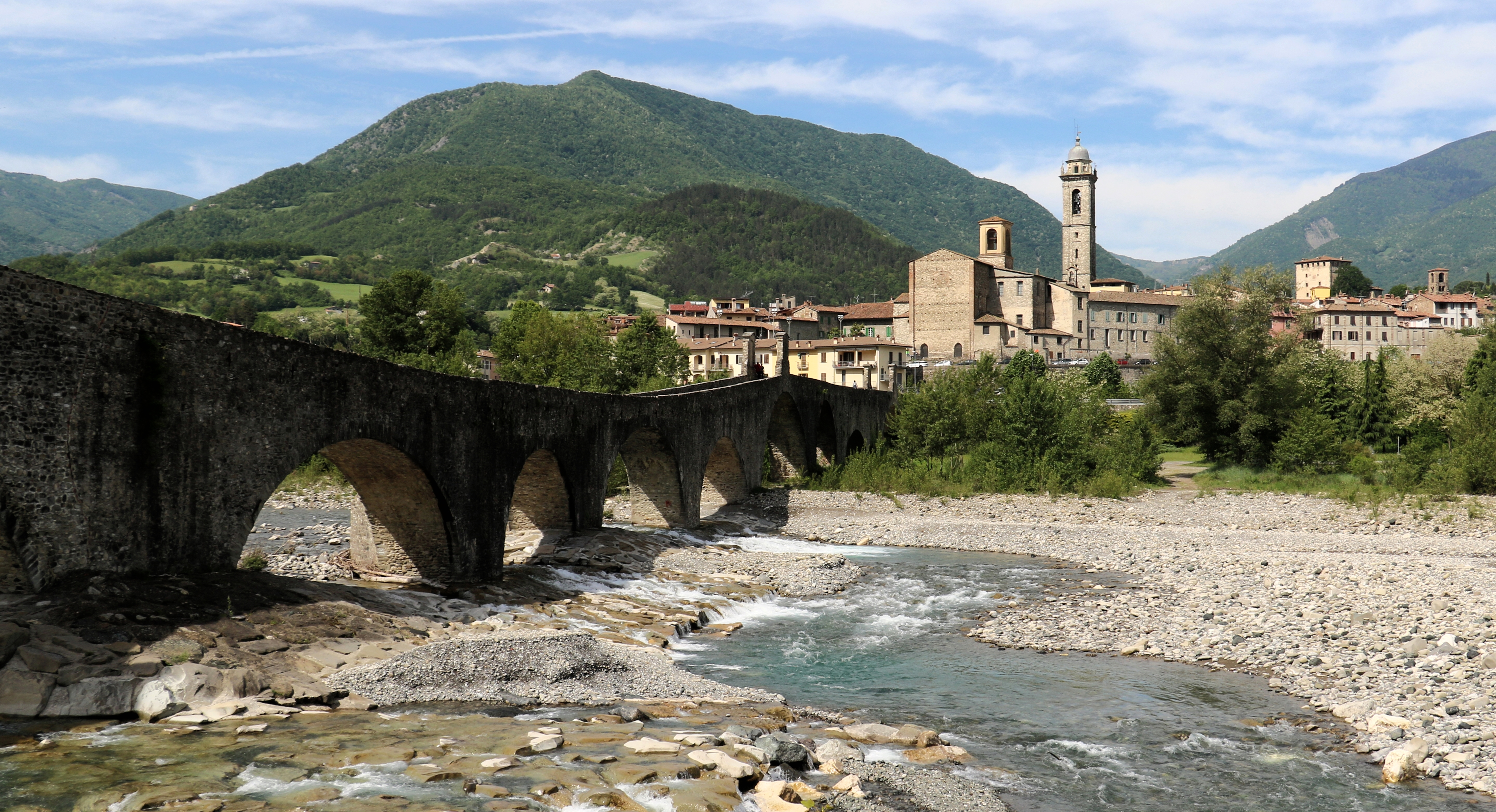
Panorama di Bobbio dal Ponte Vecchio

L'area bobbiese è circondata da ovest a nord dalle cime del monte Penice (1.460 m s.l.m.), Sassi Neri (1.034 m s.l.m.), Pan Perduto (1.008 m s.l.m.) e Pietra Corva (1.078 m s.l.m.) con il vicino colle della Crocetta, il Groppo (1.000 m s.l.m.), monte Pradegna (960 m s.l.m.). Da nord a est e sud vi sono le cime del monte Barberino (481 m s.l.m.) con il vicino passo Barberino, del monte del Lago (537 m s.l.m.), Tre Sorelle (976 m s.l.m.), il Castello (943 m s.l.m.), e dei Tre Abati (1.072 m s.l.m.), fino a scendere a sud lungo la Costa della Croce (727 m s.l.m.) fino alla piana di Telecchio e fino al Trebbia.
Da sud a ovest vi sono le cime del Bricco di Carana (805 m s.l.m.), della Costa Ferrata (1.036 m s.l.m.) con il vicino bosco del comune e il monte Gazzolo (498 m s.l.m.), continuando verso ovest lungo il confine pavese vi sono le cime delle Rocche del Casone (o di Colleri) (1.200 m s.l.m.), monte Lago (1.125 m s.l.m.) con il passo omonimo, Cima di Valle Scura (1.229 m s.l.m.), monte Scaparina (1.157 m s.l.m.) con il vicino passo Scaparina, fino a tornare al Penice. Verso nord dopo Barberino, nell'area di Mezzano Scotti, si trovano le cime di monte Mosso (1.006 m s.l.m.), monte Crigno (807 m s.l.m.), monte Lazzaro (987 m s.l.m.) con il vicino passo della Caldarola, della Pietra Parcellara (836 m s.l.m.) e della Pietra Marcia (722 m s.l.m.).

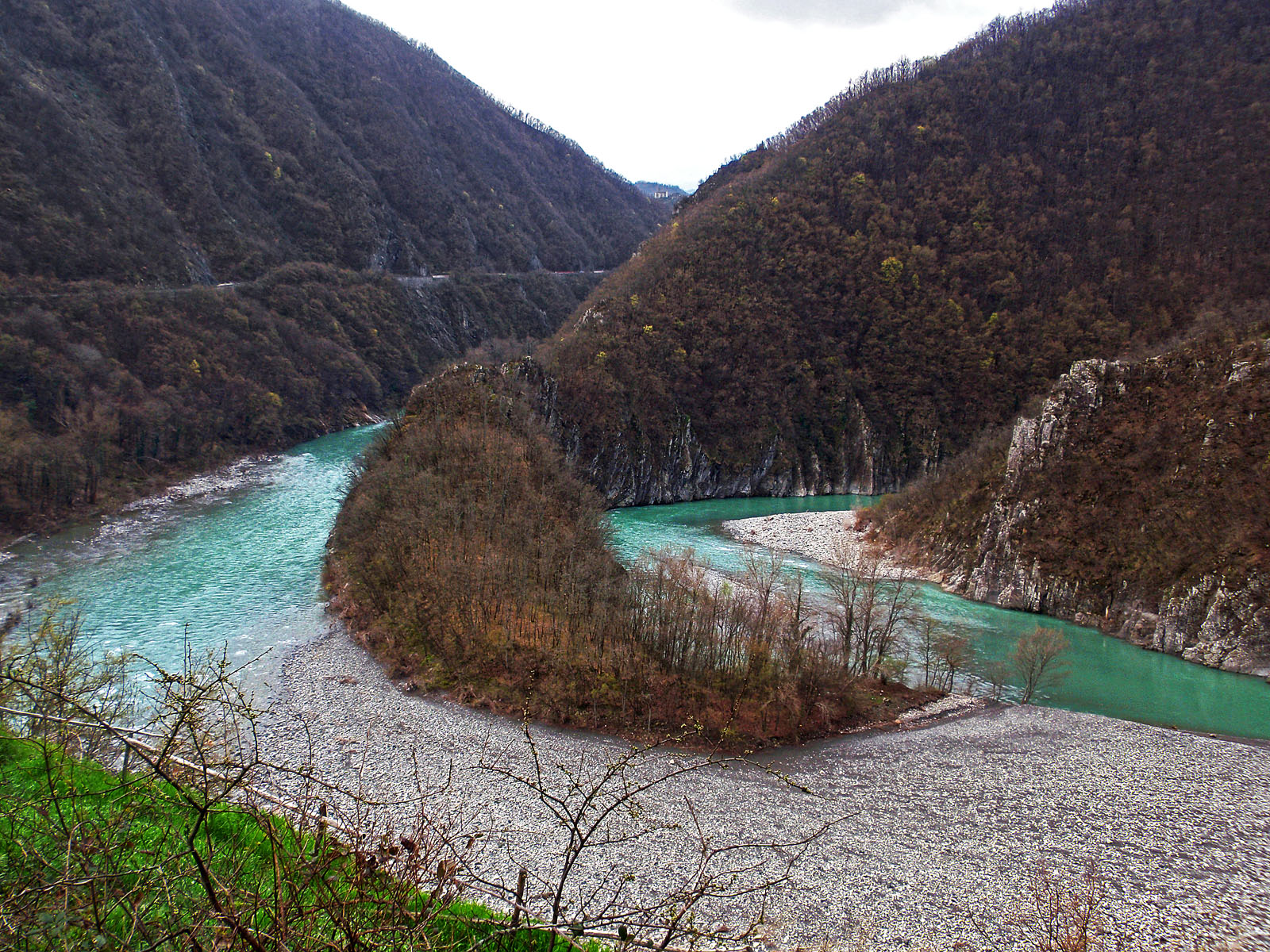
Meandri di San Salvatore

Il territorio, dopo la Pietra Parcellara e la Pietra Perduca e dove si diparte l'angusta Val Perino famosa per il castello d'Erbia, subito dopo l'abitato di Perino di Coli si apre agli abitati bobbiesi di Cassolo e Mezzano Scotti. Comprende la "conca di Bobbio", parte della val Trebbia, che qui si allarga dopo l'orrido di Barberino sul fiume verso nord, per restringersi nuovamente verso sud, in corrispondenza del Bricco di Carana; in questo punto il corso del fiume diventa tortuoso, con i meandri di San Salvatore dominati dall'alto dall'antico borgo di Brugnello con il paese e la chiesetta a picco sul fiume; ancora qualche chilometro e si arriva a Marsaglia di Corte Brugnatella. Le cime degradano dolcemente, ma nei pressi della conca bobbiese vi sono molti calanchi che circondano tutta l'area cittadina.

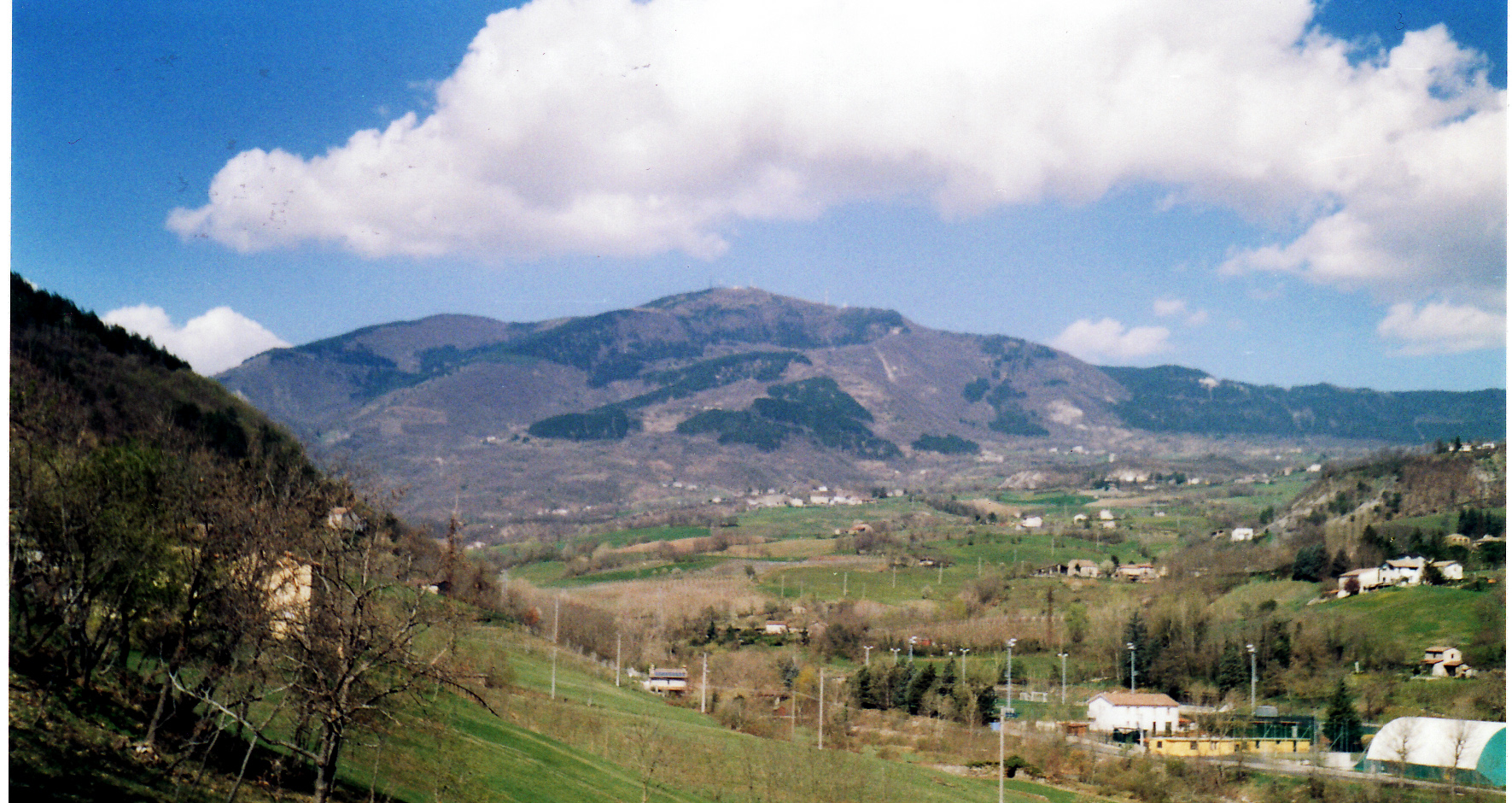
Il monte Penice da Bobbio

Nella val Trebbia si immettono le valli del Carlone, con la cascata termale San Cristoforo del Carlone, e dei torrenti Bobbio e Dorbida. La valle del Bobbio da una parte l'abitato di Dezza e in alto l'abitato di Ceci, termina con il passo della Scaparina. Verso Mezzano Scotti a nord si ha l'affluente Dorba, mentre a sud a San Salvatore il torrente Curiasca. In questa zona le acque del fiume Trebbia scorrono fresche e limpide in un percorso tortuoso fra rocce e sassi aprendosi in numerose spiaggette popolate nel periodo estivo da numerosi bagnanti.
Presso il Penice si trova il passo omonimo e i vicini: passo delle Tre strade e passo del Brallo.

### Clima
La Stazione meteorologica di Bobbio inserisce l'area comunale in una zona climatica corrispondente al microclima ligure appenninico temperato.
Il paesaggio è caratterizzato da montagne appenniniche che influenzano il clima in modo tale che nel periodo estivo rimanga abbastanza fresco, mentre nel periodo invernale non sia interessato da fenomeni legati a vento intenso e nebbia.

## Origini del nome
Il nome della città deriverebbe da Boielis, ipotesi basata sulla presenza nella zona di un luogo citato sulla Tavola di Veleia come Saltus Boielis (pascolo Boieli). Il toponimo Boielis, a sua volta, deriverebbe dalla radice Boi, in riferimento alla popolazione dei Galli Boi, presenti nella zona successivamente ai liguri. Il toponimo, oltre che per l'omonimo torrente lungo le cui sponde sorse il primitivo abitato, si ipotizza sia alla base di altri luoghi nelle vicinanze (Penice, Buio, Bogleglio).

## Storia

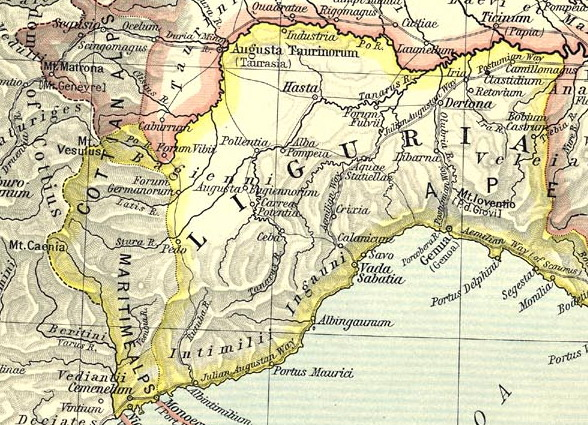
Il Castrum di Bobbio nella Regio IX Liguria Augustea

### Nascita della città (dal IV al VII secolo)
Nell'area dove sorge Bobbio i primi insediamenti umani risalgono all'età del bronzo ed in seguito vi si stabilirono i Liguri, i Celti, i Boi e nel IV secolo arrivarono i romani.
Il nucleo romano di Bobium risale probabilmente al periodo della romanizzazione antecedente il IV secolo durante la prima dominazione del territorio di Velleia, nel pagus denominato Bagiennus.
Quando nella seconda metà del VI secolo i Longobardi scesero in Italia e conquistarono Pavia, loro capitale dal 572, il presidio romano di Bobium venne assegnato al duca Sundrarit, che prese in concessione anche le saline.
La costruzione dell'abbazia di San Colombano nel 614 rappresentò un momento fondamentale, per alcuni una seconda fondazione di Bobbio, e da quel momento il complesso del convento diventò il nucleo centrale urbano.

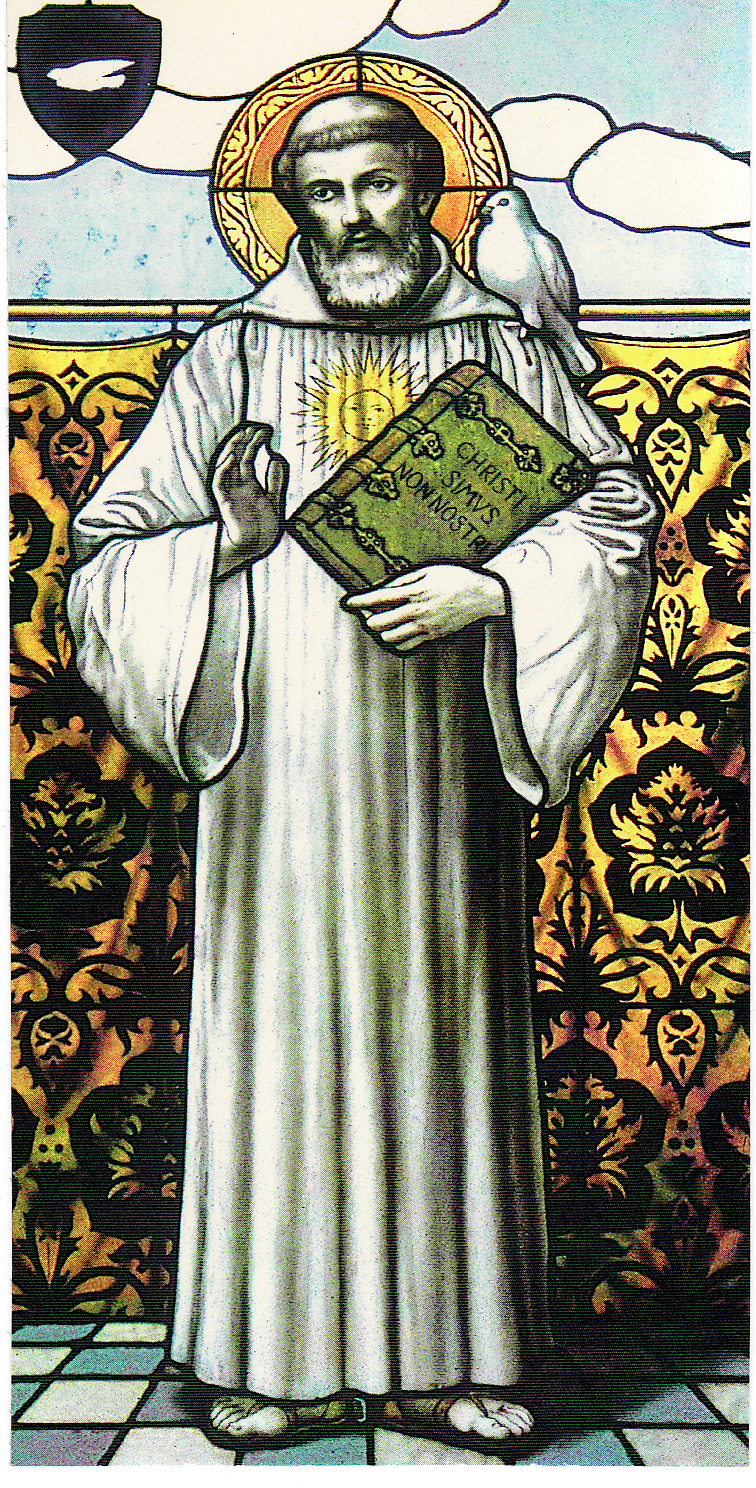
San Colombano

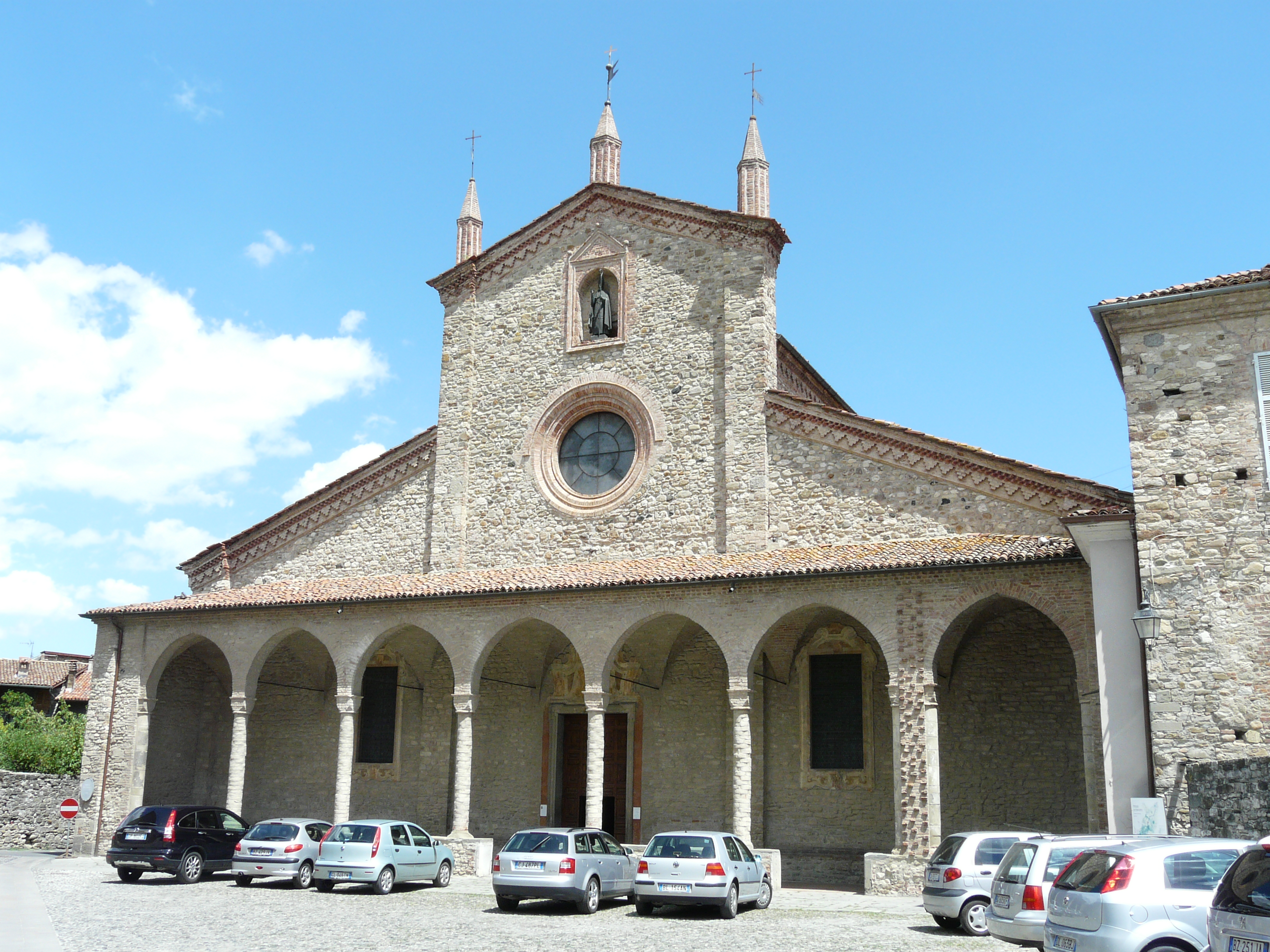
L'Abbazia di San Colombano

 Durante l'Alto Medioevo Bobbio, come lo fu in seguito Montecassino, fu uno dei più importanti centri culturali europei, riferimento per la sua biblioteca dello Scriptorium di Bobbio, collegata con i vari monasteri sparsi in Italia e all'estero.

### Dal VII all'VIII secolo
I Franchi di Carlo Magno nel 774 conquistarono Pavia e questo contribuì alla caduta del Regno longobardo. Con il nuovo dominio il monastero ottenne privilegi imperiali e possedimenti in molte parti dell'Italia settentrionale.
Nell'834 venne nominato abate Wala, cugino dell'imperatore Carlo e suo consigliere.

L'Italia suddivisa fra longobardi e bizantini

### Dal IX all'XI secolo
Vi furono edificati numerosi castelli e fortificazioni sul territorio a protezione anche religiosa, specie nel periodo delle invasioni musulmane.
Nell'883 l'abate Agilulfo iniziò la costruzione del nuovo monastero dove si trova nel ventunesimo secolo; nel X secolo iniziò la prima decadenza anche per l'affievolirsi della protezione imperiale e papale e molti feudi passarono direttamente agli Obertenghi e poi ai vari rami famigliari. Una ripresa la si deve attorno al 983 all'abate Gerberto di Aurillac, futuro papa Silvestro II.

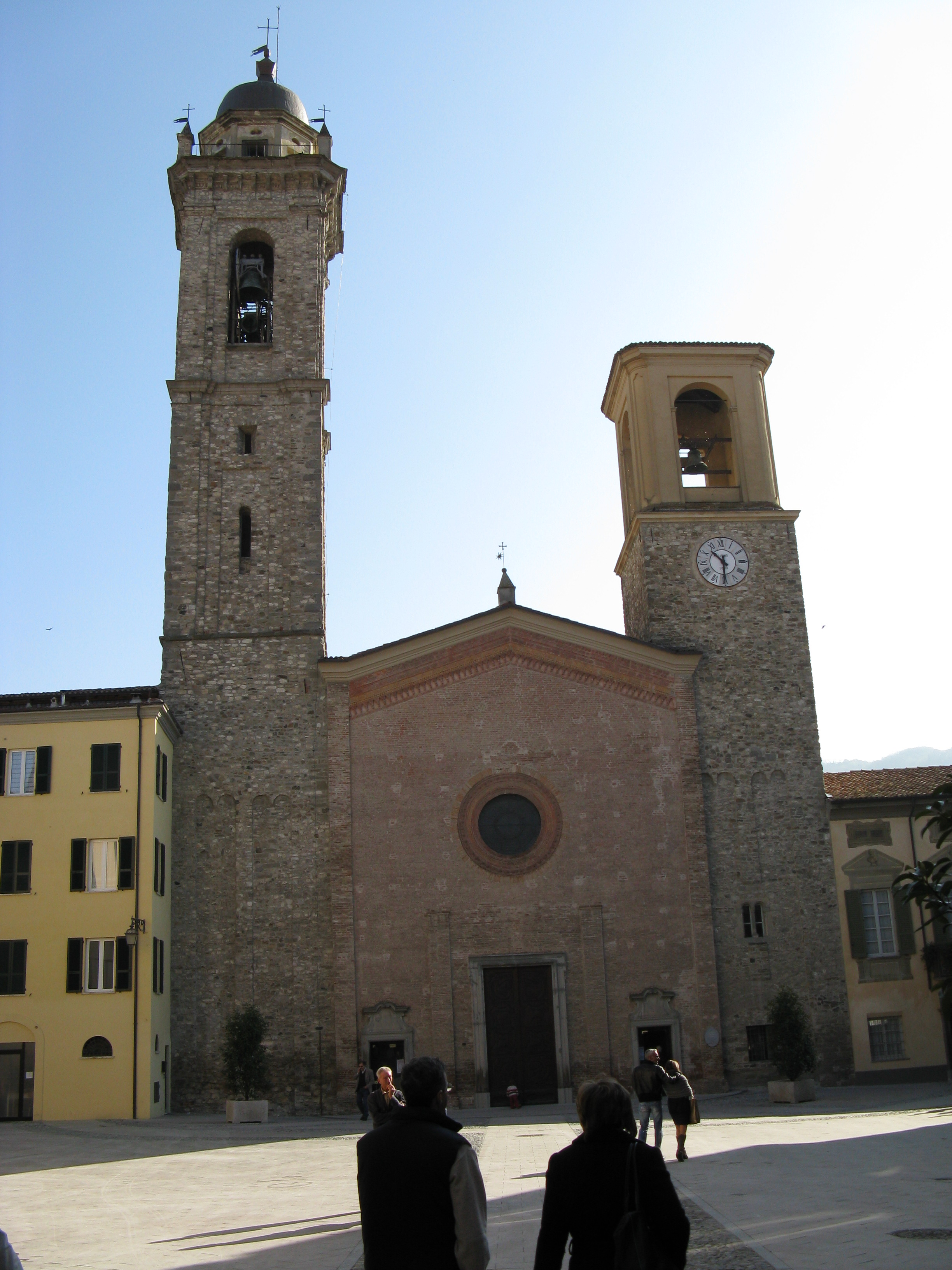
Il Duomo di Bobbio, dall'XI secolo nuovo centro del potere cittadino

Il 14 febbraio del 1014, grazie all'interessamento dell'imperatore Enrico II, Bobbio divenne sede vescovile, ottiene il titolo di città e si forma il comune cittadino. Primo vescovo fu l'abate Pietroaldo, che assommò le due cariche (divenendo quindi abate-vescovo con diocesi esente, ossia soggetta alla Santa Sede). L'unione delle due cariche venne scissa immediatamente dopo Pietroaldo, il monastero quindi come abbazia territoriale continuò ad avere un abate e la sede vescovile il vescovo con due amministrazioni e circostrizioni separate. Nel 1046 il vescovo Luisone ricevette il titolo di conte elevando quindi il feudo imperiale a Contea vescovile. Il vescovo-conte Guarnerio (1073 - 1095) iniziò a costruire la nuova cattedrale, ma la sua politica, favorevole a Enrico IV, lo fece cadere in disgrazia. Scomunicato nel 1081, nel 1095 abbandonò la cattedra vescovile e la contea.

### Dal XII all XV secolo
Nel 1133 la diocesi di Bobbio, fino ad allora diocesi esente, diventò diocesi suffraganea alla nuova sede metropolitana di Genova.

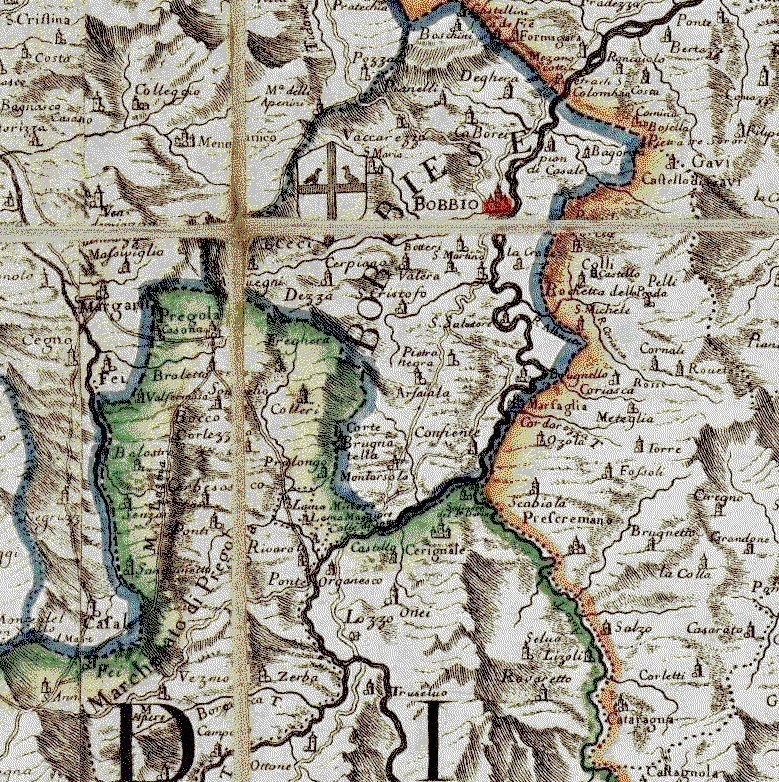
La Contea di Bobbio (dalla Carta del Borgonio, secolo XVII)

 La Contea di Bobbio fu ridotta alla Val Trebbia fino a Torriglia, alla Val d'Aveto fino a Santo Stefano d'Aveto (Ge), all'Oltrepò, alla Val Tidone (Pecorara, Pianello Val Tidone) e alla Val Curone; gli altri feudi sono persi e dati agli Obertenghi e ciò verrà confermato anche dall'imperatore Federico il Barbarossa nel 1164, che toglierà altri territori alla Contea a vantaggio dei Malaspina discendenti dagli Obertenghi.
Nel febbraio 1208 papa Innocenzo III tolse all'abate la carica di abate mitrato e sottomise definitivamente l'abbazia al vescovo di Bobbio, ossia a quell'episcopato che proprio al monastero doveva la sua nascita. Inoltre sopprimendo l'abbazia territoriale di Bobbio (abbatia nullius dioecesis) tolse al monastero le rimanenti proprietà monastiche, terriere e feudali piemontesi, lombarde, emiliani, venete e toscane, assogettandole ai vescovi locali delle diocesi di pertinenza territoriale, tranne l'arcidiocesi genovese cui dipendeva già la diocesi bobbiese e che deteneva buoni rapporti con l'abate.
Il Duomo romanico risale all'XI secolo, il monastero di San Francesco (visibile vicino all'omonima piazza) è del 1230.

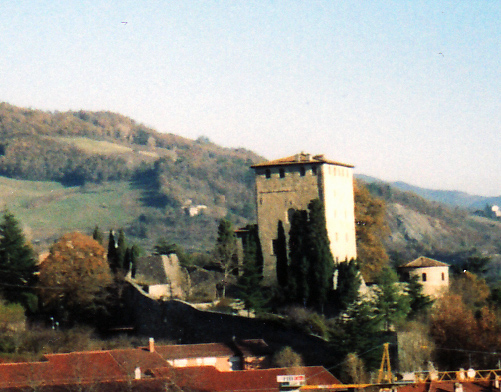
Il castello Malaspina-Dal Verme sede del potere dal '300

Il primo comune esistente dal 1014 diventò di tipo consolare agli inizi del XII secolo e nel 1176 entrò a far parte della Lega Lombarda partecipando con il suo esercito alla battaglia di Legnano fatto che non venne perdonato nella successiva pace di Costanza del 1183. Nel 1216 il comune di Bobbio si trasforma con i nuovi statuti in comune podestarile. Nel 1304 diviene Signoria sotto Corradino Malaspina che vi costruì il castello sopra l'antico monastero protoromanico. Verso la fine del XII secolo la città venne cinta da mura, ancora visibili in alcuni punti, con cinque porte: Frangula, Alcarina, Agazza, Legleria e Nova. Il tessuto urbano crebbe attorno al complesso monastico del IX secolo; durante il XIV secolo venne diviso in terzieri: del Castello, del Duomo, di Porta Nova.
Nel 1341 passò ai Visconti e poi dal 1387 ai conti feudatari Dal Verme (infeudati dal 1436), assieme alla contea di Voghera con l'Oltrepò ed ai feudi vermeschi, ed alle signorie di Zavattarello, Romagnese di Pecorara e la sua valle, Pianello Val Tidone, Borgonovo Val Tidone, Castel San Giovanni (perso nel 1485) Sarmato e della val Tidone e della Valsassina (perso nel 1647), fino all'abolizione dei feudi in epoca napoleonica nel 1805.

### Dal XVI al XVIII secolo

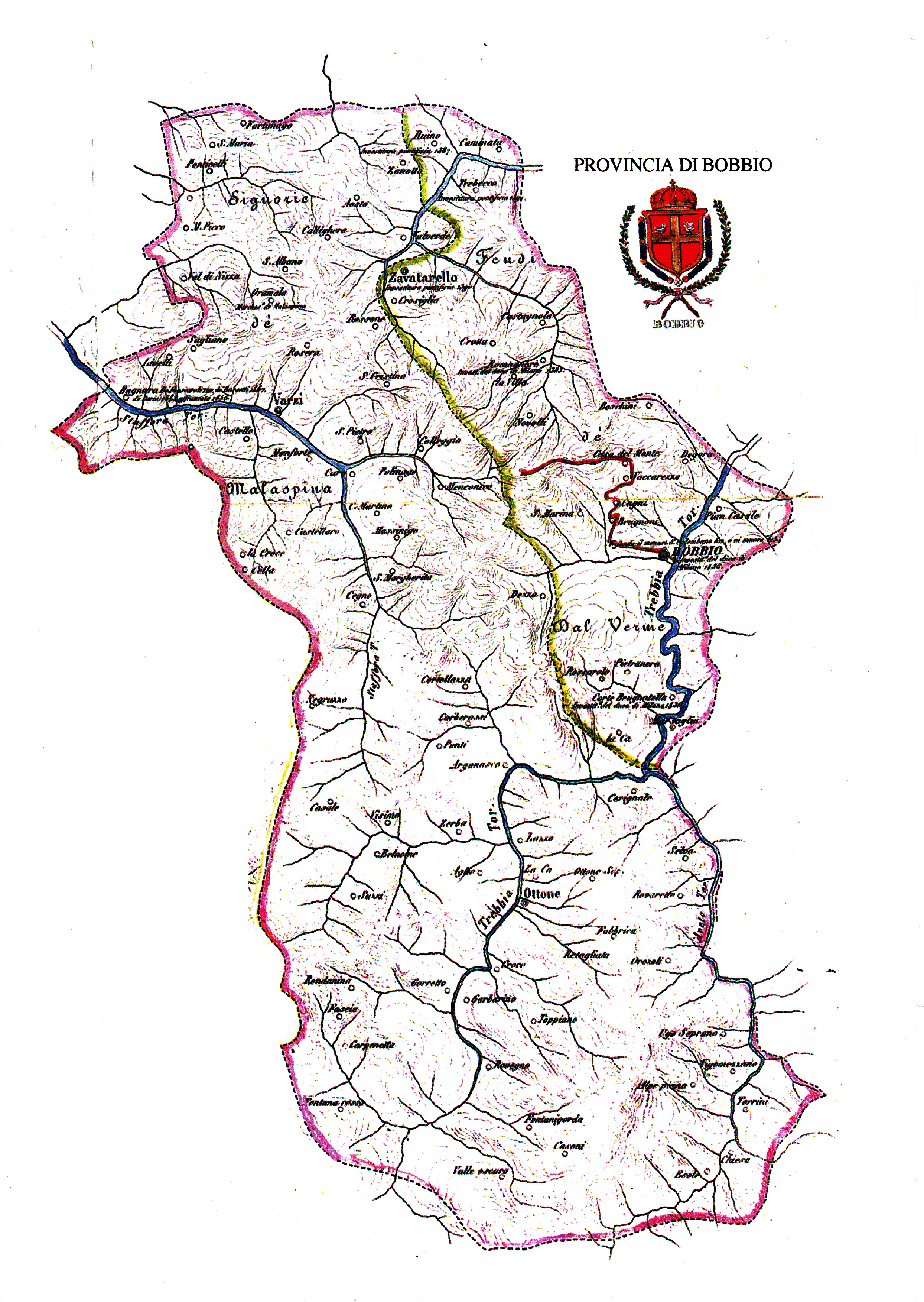
La Provincia di Bobbio

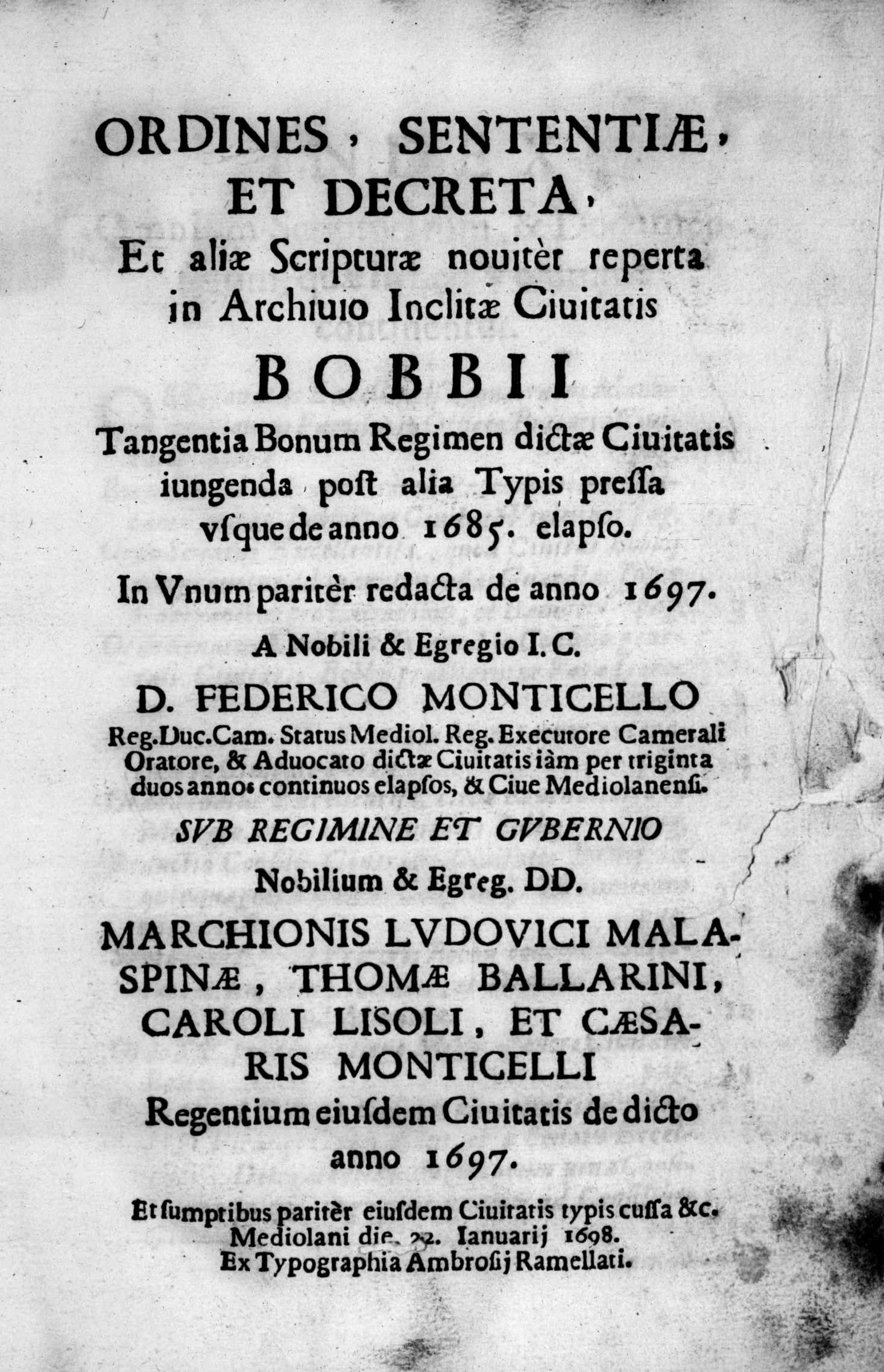
Ordini, decisioni e risoluzioni e altri scritti recentemente scoperti negli archivi della gloriosa città di Bobbio (Ordines, sententiae et decreta et aliae Scripturae noviter reperta in Archivio Inclitae Civitatis Bobbii), 1698

Dopo varie vicissitudini nel 1516 Bobbio diviene marchesato e comprende varie contee [Bobbio e Voghera, Tortona (con il vescovado) e le signorie dei Malaspina], nel 1593 Voghera diventa autonoma sotto un'altra signoria, ma sempre sotto il Marchesato.
Nel 1743 Bobbio passa ai Savoia e l'antica contea è trasformata in Provincia di Bobbio, fino al 1861; nel 1770 il Marchesato rimasto solo come titolo onorifico, ed ormai superato, è abolito.
Nel 1797 con l'abolizione dei feudi imperiali da parte di Napoleone e il riordinamento dei territori Bobbio diviene arrondissement francese (le province erano state abolite).

### XIX secolo
Dal 1801 la città ed il territorio, assieme al Regno di Sardegna, vengono annessi alla Francia.
Nel 1815, caduto l'Impero Napoleonico, Bobbio torna nel Regno di Sardegna e sempre come capoluogo dell'omonima provincia, compresa ora nella Divisione di Genova.
Con l'emanazione del Decreto Rattazzi (1859), operativo dal 1861 la provincia venne sostituita dall'omonimo circondario, senza modifiche territoriali, ma nell'ambito della nuova Provincia di Pavia. Nel 1923 il circondario fu soppresso (il suo territorio venne suddiviso fra le province di Pavia, Genova e Piacenza) e la città aggregata alla Provincia di Piacenza. In quell'anno venne anche soppresso il Tribunale mandamentale.
Dopo il passaggio della frazione di Dezza e del suo territorio, fino al 1746 sotto Brallo di Pregola e poi sotto Bobbio, nel 1766 si hanno i passaggi di Castellina, Cà di Malosso, Boschini, Casa Uccellone, Casa Costa, Colorazze per la ridefinizione dei confini con il Ducato di Parma e Piacenza, mentre nel 1923 il comune di Bobbio incorporerà le frazioni di Bertuzzi e Callegari, prima sotto il comune di Coli, nel 1927 la frazione Mezzano Scotti viene scorporata dal comune di Travo e viene aggregata al comune di Bobbio.
Nel 1925 si formò il nuovo circondario di Bobbio nella provincia di Piacenza a cui venivano uniti i comuni di Coli e Pecorara. Già modificato nel 1926, con il burrascoso ritorno sotto Pavia dei comuni di Romagnese, Ruino e Zavattarello dopo la cosiddetta Marcia su Bobbio e i referendum comunali che seguirono, ebbe un'esistenza effimera: nel 1927 il riordino delle circoscrizioni provinciali comportò la soppressione di tutti i circondari italiani.

### XX e XXI secolo

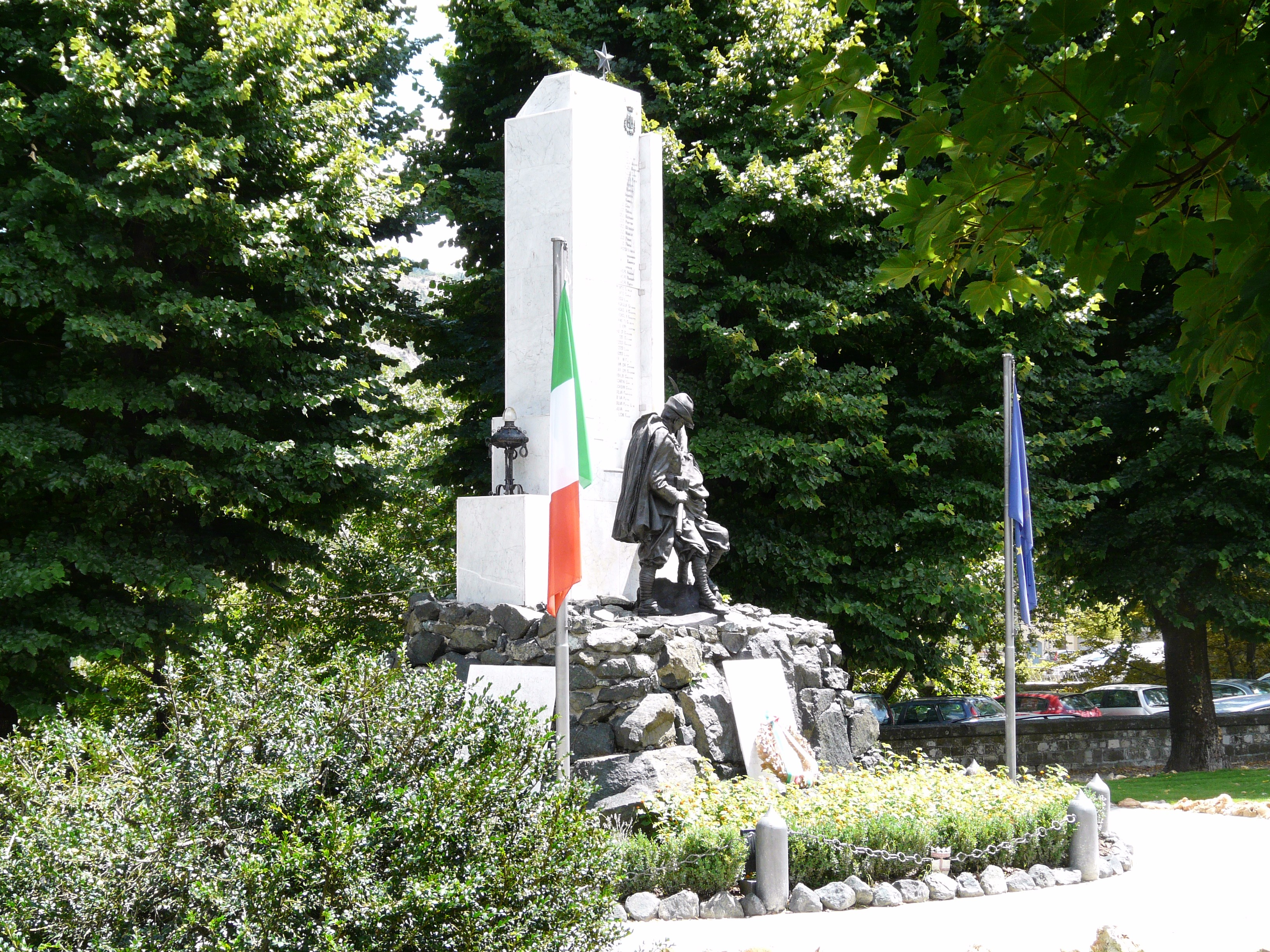
Il Monumento ai caduti nei giardini di piazza S. Francesco

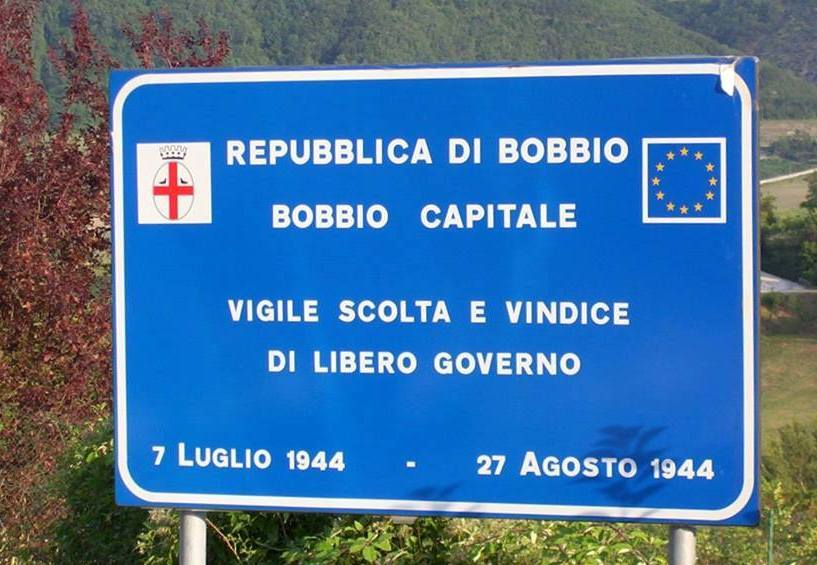
Cartello a ricordo della storica Repubblica di Bobbio

Durante la Seconda guerra mondiale, venne liberata dal movimento resistenziale nell'estate del 1944, comandato dal Ten. Fausto Cossu, ufficiale dei carabinieri che fra la fine del 1943 e il gennaio del 1944 formò dapprima la Banda La Senese, poi Compagnia Carabinieri Patrioti e divenne comandante dell'intera divisione GL piacentina. Si formò quindi la Repubblica di Bobbio estesa per circa 90 km da Rivergaro a Torriglia con propaggini in Oltrepò e Val Tidone e Val d'Aveto. Radio Londra annunciò «Bobbio, la prima città del Nord Italia è liberata».
La "Repubblica" fu operativa dal 7 luglio fino al 27 agosto del 1944, quando venne nuovamente occupata da truppe della R.S.I..
La città ebbe un'amministrazione partigiana e fu uno dei primi esempi di "Città libere" del nord Italia.
Il 17 luglio 1908 si verificò un violento nubifragio con una piena straordinaria della Trebbia che devastò case e campagne soprattutto nel territorio del mandamento di Ottone, con gravi danni nell'abitato di Gorreto, distruggendo cinque ponti lungo la statale 45 interrompendo le comunicazioni stradali fra Ottone e Torriglia, e la linea telegrafica fra Bobbio e Genova. Danni ed allagamenti anche nel piacentino a Rivergaro e a Sant'Antonio a Trebbia nei pressi di Piacenza, i danni maggiori alle campagne piacentine con la distruzione dei raccolti specie di frumento; furono messi in salvo molti materiali, bestiame e persone grazie al pronto preavviso telegrafico partito da Bobbio prima dell'imminente piena.
Distruzioni imponenti e danni più ingenti si verificarono, invece, con l'alluvione che colpì la val Trebbia il 19 settembre 1953, causata da un nubifragio che portò alla caduta di 280 mm di pioggia che in poche ore interessò la parte alta della valle, dal genovese fino a Marsaglia, e che provocò 10 morti, imponenti distruzioni e ingenti danni tra i quali in alta valle la messa in fuori uso di numerose centrali elettriche, l'interruzione della strada statale 45 con numerose frane e il crollo del ponte sul fiume a Marsaglia, che fu poi ricostruito tra il 1958 e il 1959 su progetto di Riccardo Morandi.
Nella notte del 14 settembre 2015 una parte della provincia di Piacenza fu devastata dalle esondazioni improvvise del Nure dell'Aveto e della Trebbia, dovute al maltempo e ad ammassi di detriti, che causarono danni ingenti, il crollo del Ponte di Barberino sulla Trebbia e la morte di tre persone in val Nure. Le località più colpite furono Roncaglia, Pontenure, Ponte dell'Olio, Bettola, Farini, Ferriere, Rivergaro, Bobbio, Corte Brugnatella e Ottone; colpita anche l'alta val d'Aveto genovese nei comuni di Rezzoaglio e Santo Stefano d'Aveto, l'alta Val Trebbia genovese nei comuni di Gorreto, Propata, Torriglia e i limitrofi comuni di Montoggio e Valbrevenna in alta val Scrivia.
Bobbio è inoltre sede di un'ampia circoscrizione elettorale della media Val Trebbia e del Comando compagnia Carabinieri. Vi è inoltre un distretto giudiziario con il Giudice di pace.

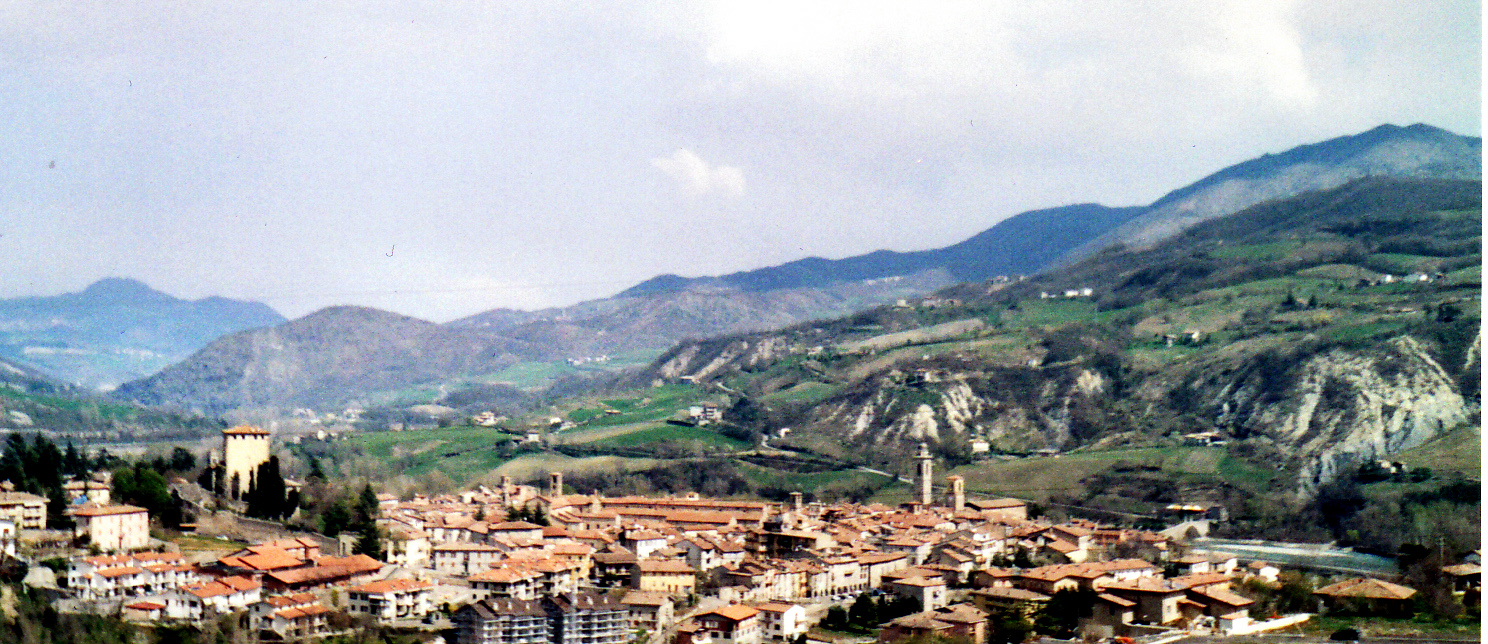
Panorama del centro storico di Bobbio, dal castello al ponte Gobbo

Considerata la presenza delle spoglie mortali di San Colombano, la città è stata spesso meta di alte personalità straniere, tra cui capi di Stato irlandesi, presidenti del Parlamento europeo e membri del corpo diplomatico.

### Simboli
(Descrizione araldica dello stemma del Comune di Bobbio)

Stemma del Comune

Gonfalone della Città di Bobbio

Lo stemma della Città di Bobbio è costituito da uno scudo sannitico di color argento o bianco su cui è sovrapposta una croce rossa, accantonata nella parte superiore da due colombe bianche al naturale, posati sui bracci laterali della croce, una a destra e l'altra a sinistra nella parte alta e che si guardano tra loro, simbolo di San Colombano. 
Lo scudo è timbrato da una corona da città nera o oro.
Il tutto è racchiuso ai lati da un ramo di alloro e uno di quercia, legati insieme da un nastro tricolore.
La corona di città risale alla concessione imperiale e papale con decreto del 14 febbraio 1014 dell'Imperatore Enrico II di Sassonia con ratifica di Papa Benedetto VIII sempre a fine febbraio 1014.
Lo stemma è stato approvato con Decreto CG dell'8 novembre 1929.
Lo stemma riprende le insegne storiche del Comune di Milano, infatti nel 1167, col giuramento di Pontida, si costituì tra le principali città del nord Italia tra cui aderì anche Bobbio assieme a Piacenza, la Lega Lombarda, con lo scopo di combattere l'Imperatore e conquistare l'indipendenza. La Lega adottò come simbolo l'emblema di Milano. Nel 1176, nella trionfale battaglia di Legnano, l'emblema sventolò issato sul "carroccio".
Da quel momento l'emblema milanese diventò simbolo di autorità e autonomia, e Bobbio assieme a molte città del Nord Italia lo adottarono.
Lo stemma è riprodotto anche sull'antico sepolcro del Santo nella cripta dell'Abbazia.
Il profilo araldico del gonfalone della città di Bobbio è costituito da un drappo azzurro, merlato all'estremità inferiore e recante nel mezzo lo stemma cittadino, sormontato dalla dicitura in oro "CITTA' DI BOBBIO".

### Onorificenze
Confermato poi con D.C.G. (Decreto del Capo del Governo) 8 novembre 1929

## Monumenti e luoghi d'interesse

### Architetture religiose

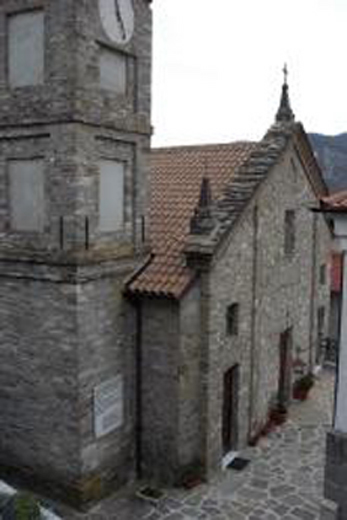
La chiesa di San Policarpo di Ceci

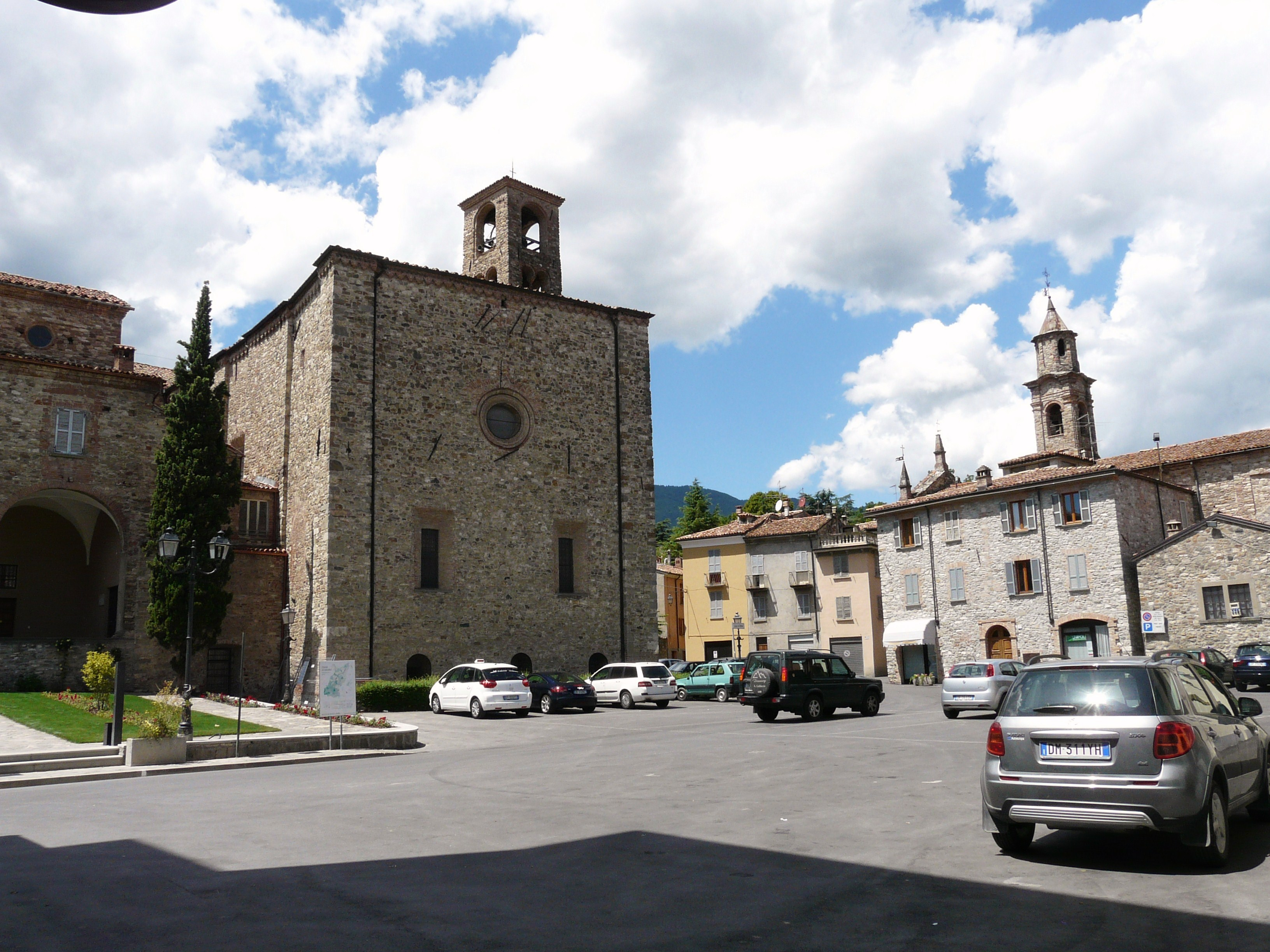
Piazza Santa Fara con l'Abbazia

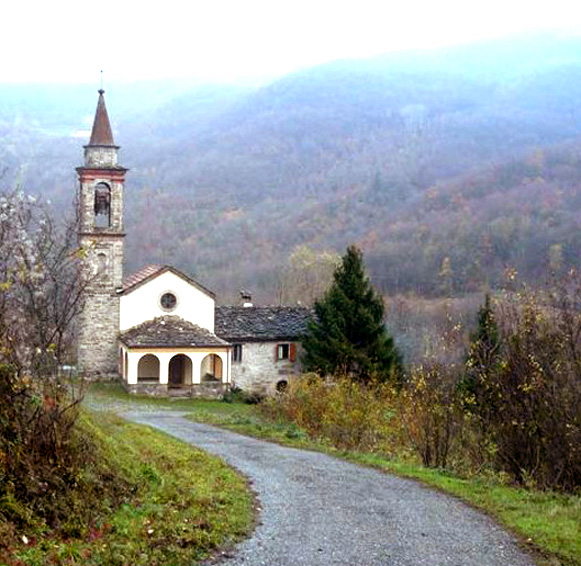
La chiesa di S. Pietro di Dezza

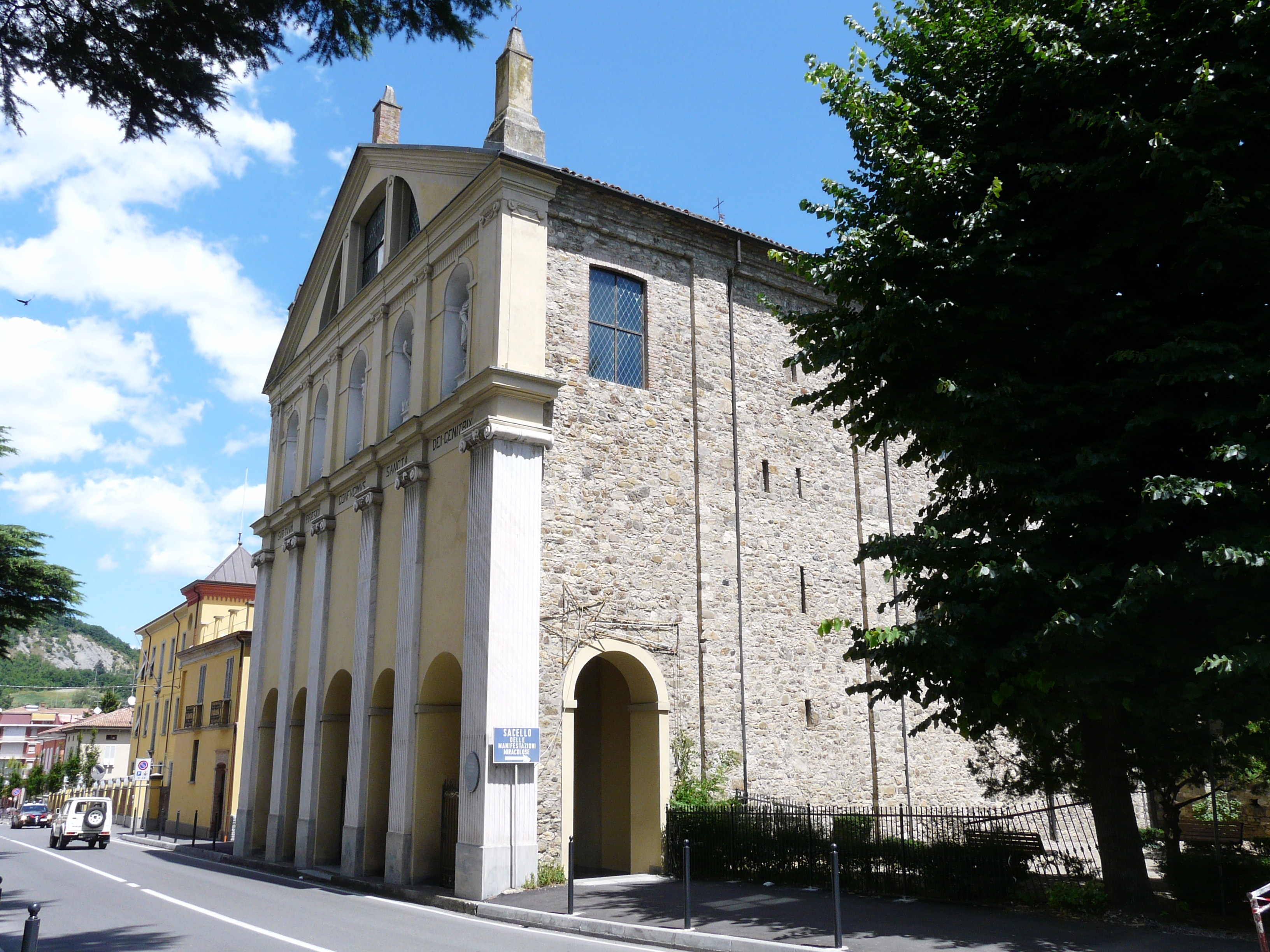
Il Santuario dell'Aiuto

- Abbazia di San Colombano (Basilica in piazza S. Colombano[34], Monastero e musei, Porticato e giardini di piazza S. Fara) (IX secolo)
- Duomo di Bobbio (Cattedrale di S. M. Assunta[35], Palazzo Vescovile, Museo diocesano della Cattedrale, Antico seminario e Archivi storici Bobiensi) (XI secolo)
- Chiesa di San Lorenzo[36] (XII secolo)
- Ex chiesa e convento di San Nicola (XVII secolo)
- Monastero di San Francesco (XIII secolo)
- Santuario della Madonna dell'Aiuto[37] (XIV secolo)
- Ex Chiesa della Madonna delle Grazie (ex ospedale-farmacia monastica del IX secolo, cinematografo dal 1910 e ostello)
- Convento delle suore Gianelline (istituto ex collegio sorto nel 1960)
- Monastero di Santa Chiara (Clarisse) (XV secolo)
- Nuovo Seminario Vescovile (edificato da mons. Pietro Zuccarino nel 1957)
- Statua monumentale di San Colombano, posta all'entrata del paese per chi proviene da Piacenza
- Statua monumentale di Sant'Antonio Gianelli, posta all'entrata del paese per chi proviene da Genova

### Architetture civili
- Antiche Carceri di Bobbio e Mulino del Monastero (struttura monastica IX secolo)
- Antico quartiere alto medievale Castellaro con il porticato (IX secolo)
- Piazza del Duomo, gli antichi portici e gli storici Palazzi Bobiensi fra cui:
  - Palazzo Brugnatelli (portici del XIII secolo, antica meridiana e capitello cubico con antica testa apotropaica)

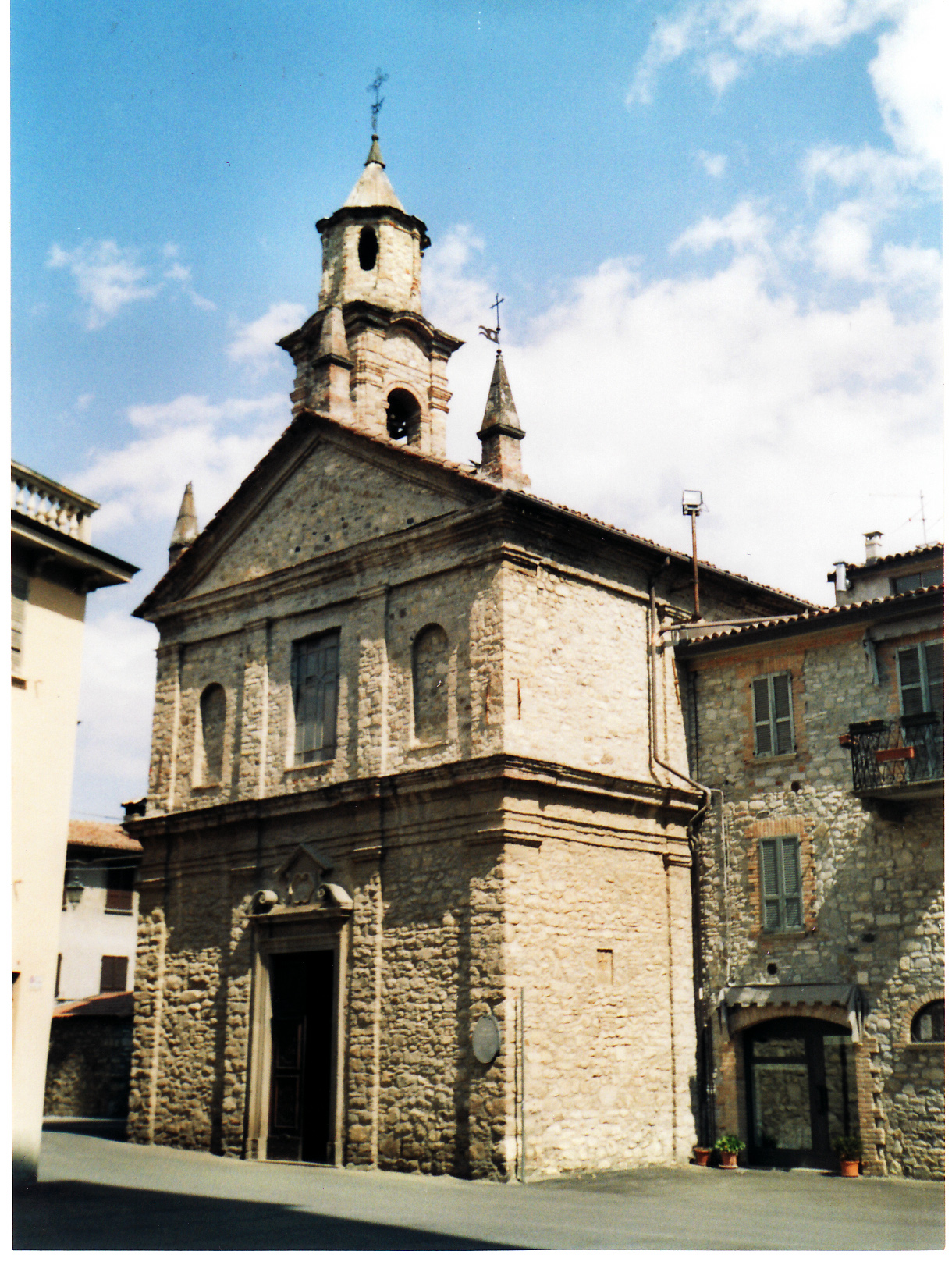
La chiesa di San Lorenzo

- - Palazzo della Farmacia (XV secolo)
- Mulino del Vescovado (mulino medioevale del vicolo Pertusello, edificio privato, del XII secolo)

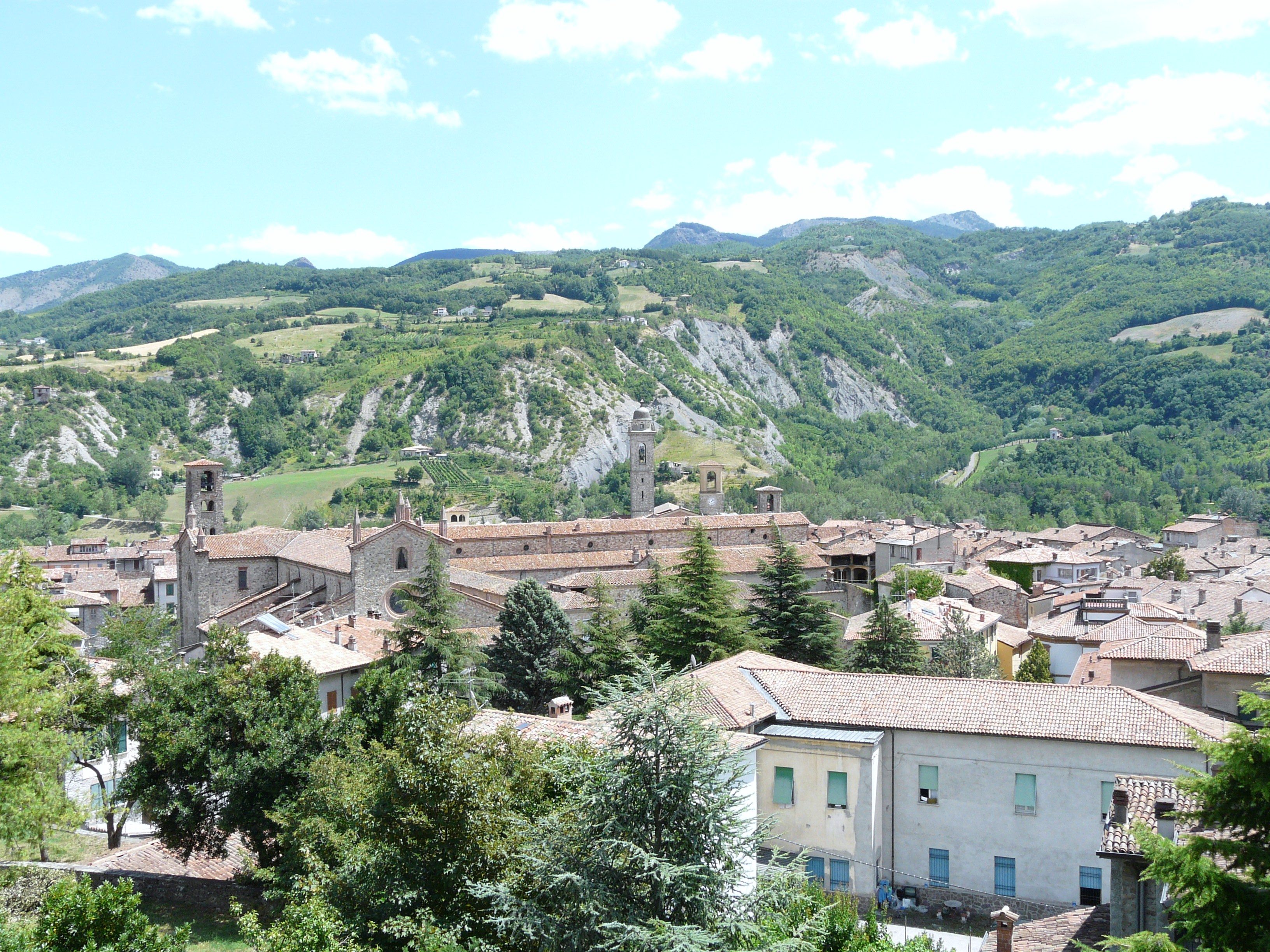
Panorama di Bobbio e l'Abbazia dal castello

- Palazzo Castelli di Porta Nova (XVII secolo)
- Palazzo Agazzi di Porta Nova con i portici (XV secolo)
- Palazzo Alcarini e della regina longobarda Teodolinda (XIV secolo)[38]

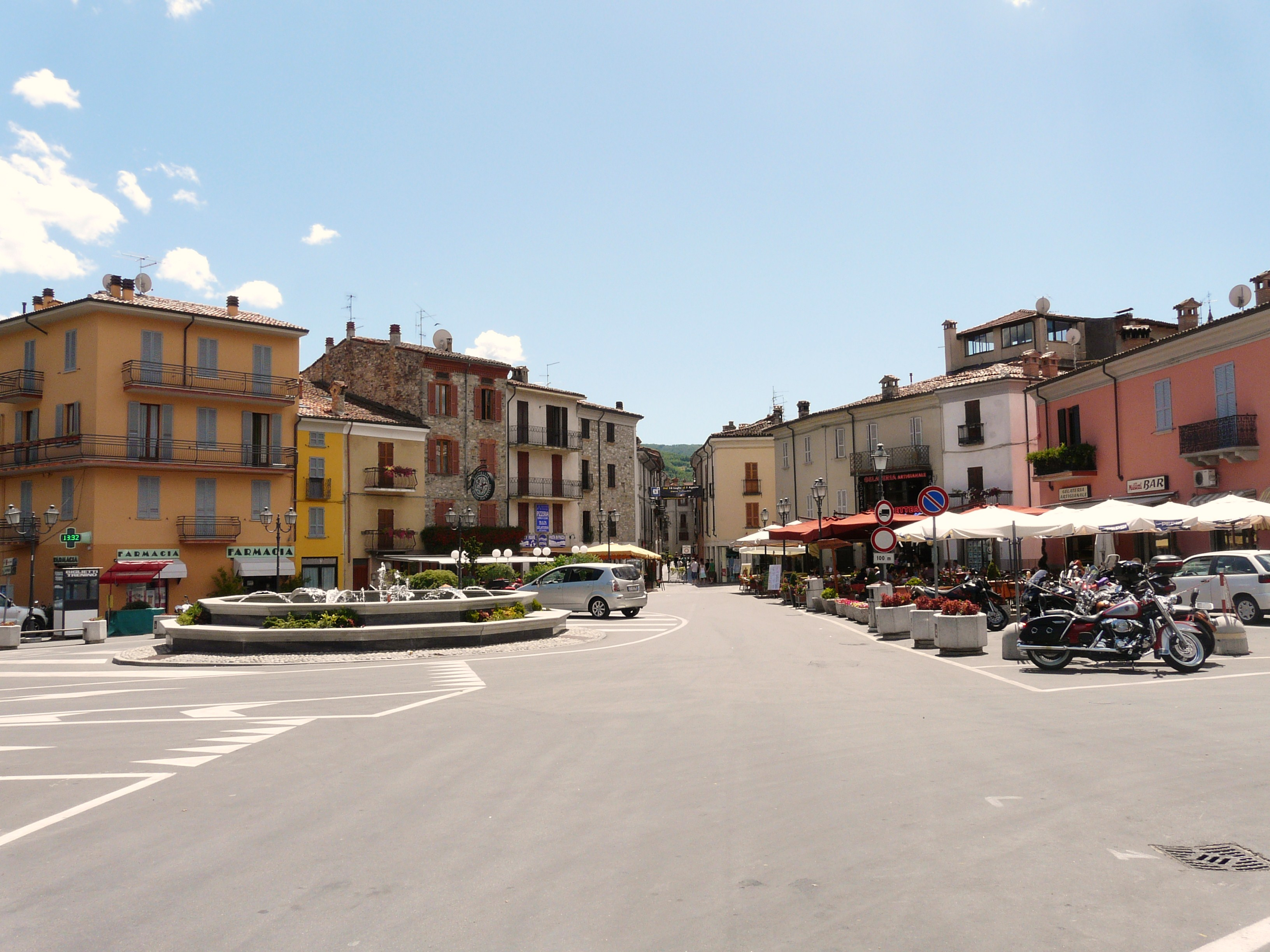
Piazza San Francesco con la fontana

- Piazza San Francesco (fontana, giardini, monumento ai caduti)
- Foro Boario (ex mercato della fiera medioevale del bestiame, successivamente diventato parcheggio pubblico)
- Vecchio Ospedale (XVIII secolo)

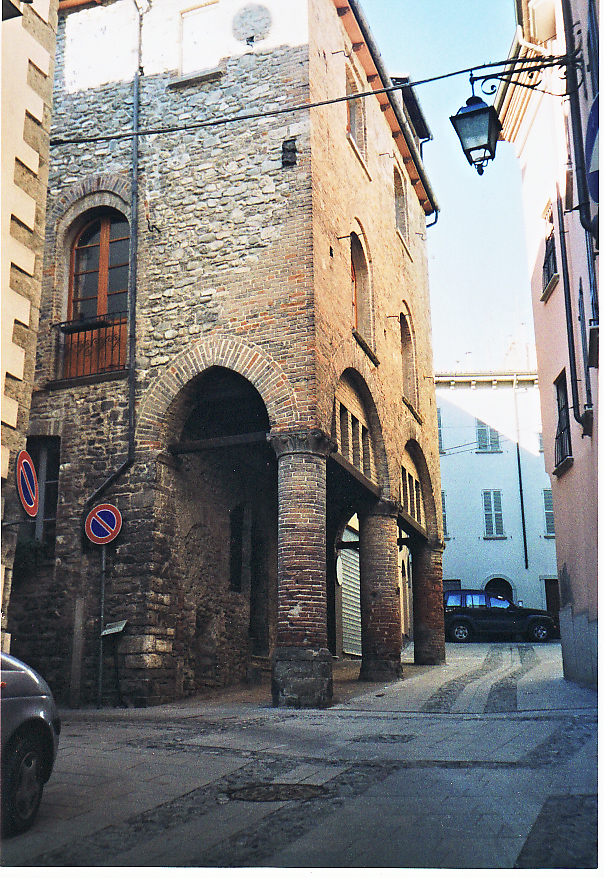
Palazzo Alcarini o di Teodolinda

- Palazzo Comunale (sala Auditorium S. Chiara, archivio storico, centro culturale e biblioteca)
- Antica locanda alla Paolina (edificio medioevale, in seguito privato, ristrutturato con l'insegna postale)
- Palazzo Calvi (XV secolo)
- Palazzo dei Donati con il vicolo della Stretta (XV secolo)

- Palazzo Buelli (XVI secolo)
- Palazzo Olmi (XVII secolo)[39]
- Palazzo Malaspina (XII secolo)

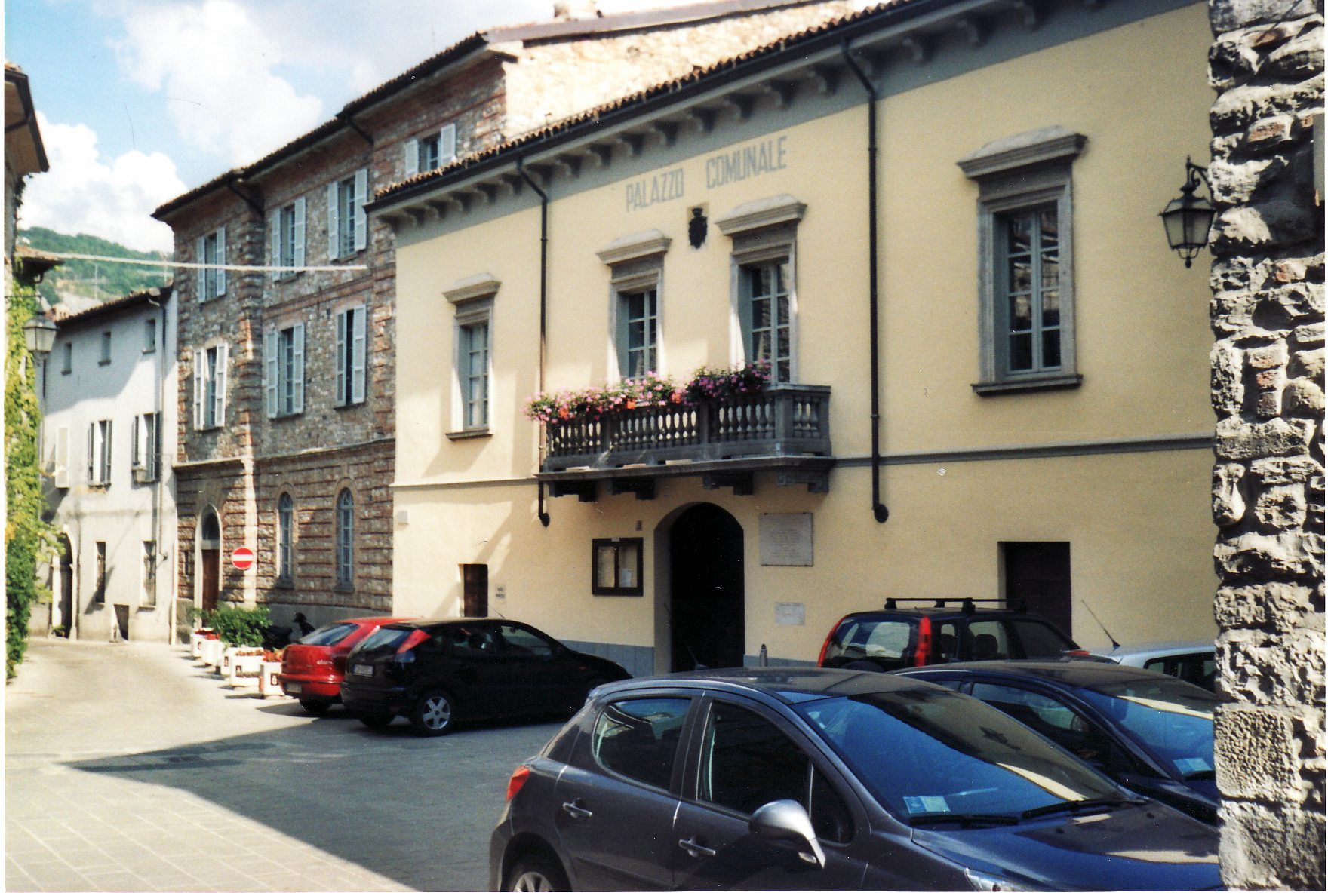
Il Municipio ex monastero di S. Chiara

- Piazza di Porta Fringuella (portici del XII secolo)
- Mulino del Comune (XII secolo rimaneggiato)
- Antica contrada di S. Giuseppe (edifici in pietra del XII secolo)
- Mulino contrada S. Giuseppe (XII secolo)
- Palazzo Tamburelli e ostello comunale (XVIII secolo)
- Ponte Vecchio o Gobbo (simbolo della città - epoca romana e successiva)

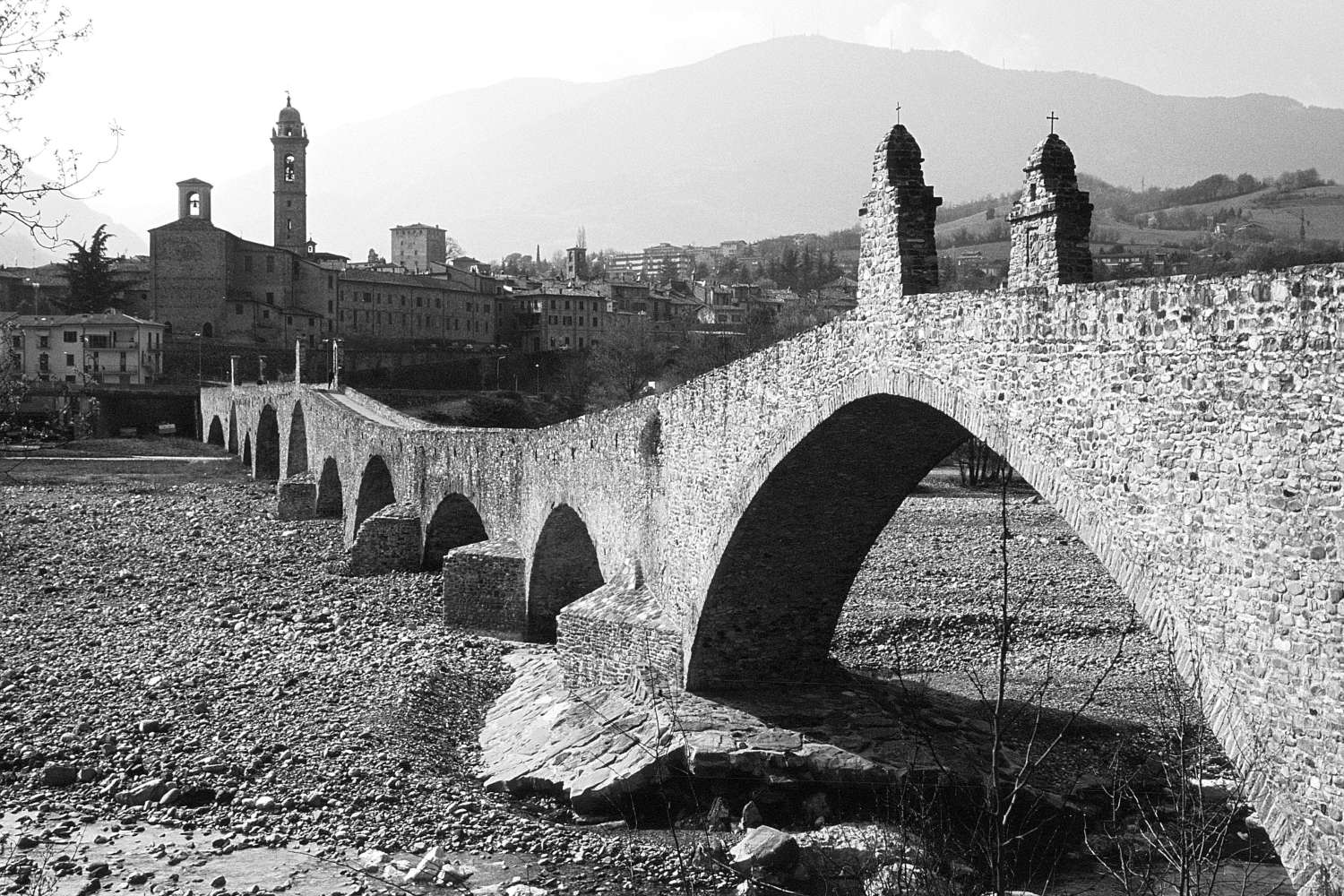
Il Ponte Vecchio o Gobbo, dall'antichità il simbolo della città

- Il Borgo le antiche mura e il Mulino Ocelli (XII secolo)
- Torretta di Valgrana (XIII secolo)
- Ponte di San Martino
- Villa Renati (edificio privato sorto sui resti del monastero di S. Martino del VII secolo)
- Terme di Bobbio
- Terme di rio Foino (300 m. dopo il Ponte Gobbo, sorgente e vasche ad accesso libero)

### Architetture militari
- Castello Malaspina-Dal Verme[6] (XIV secolo)
- Parco del castello

### Architetture storiche, religiose e civili dei dintorni

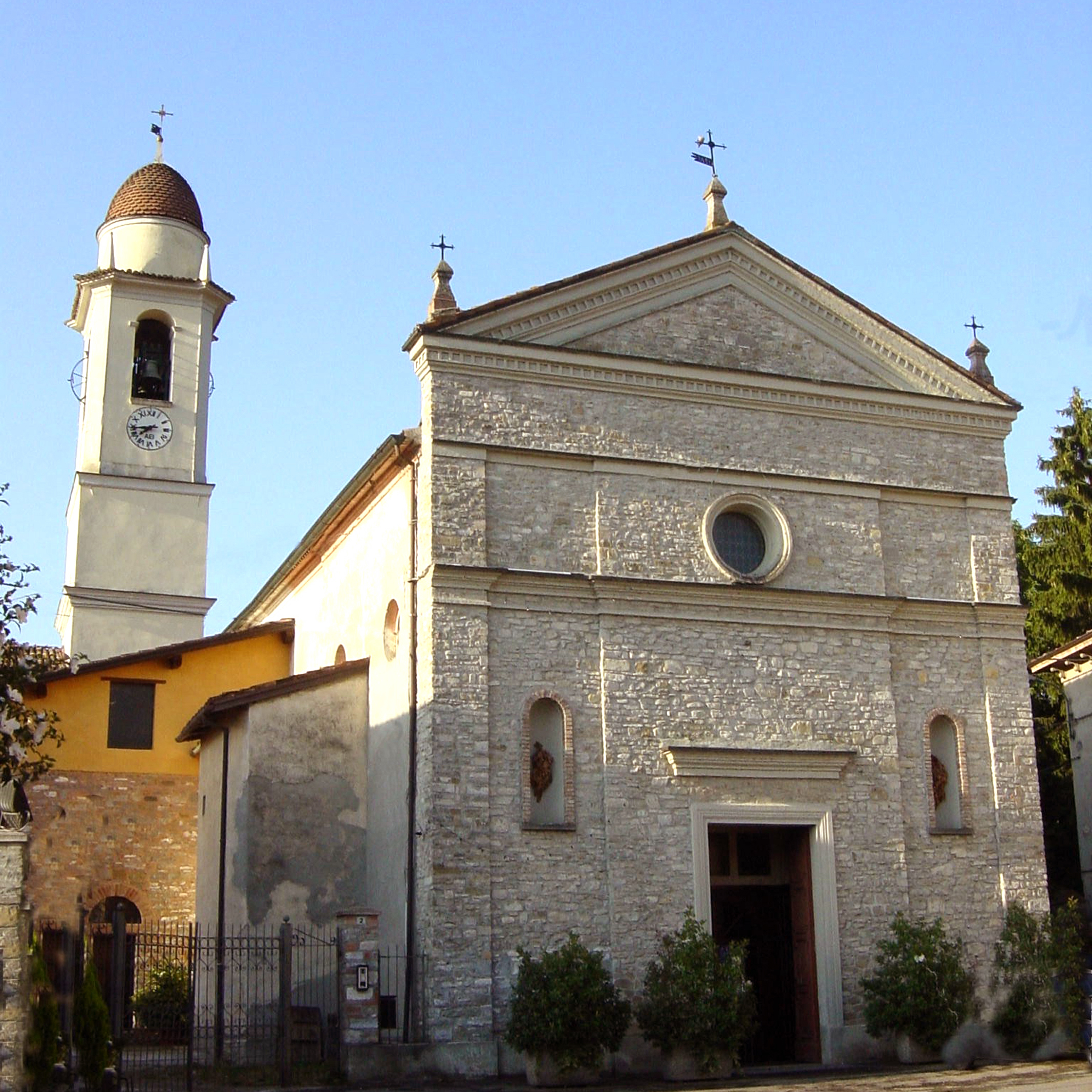
La chiesa di S. Paolo di Mezzano

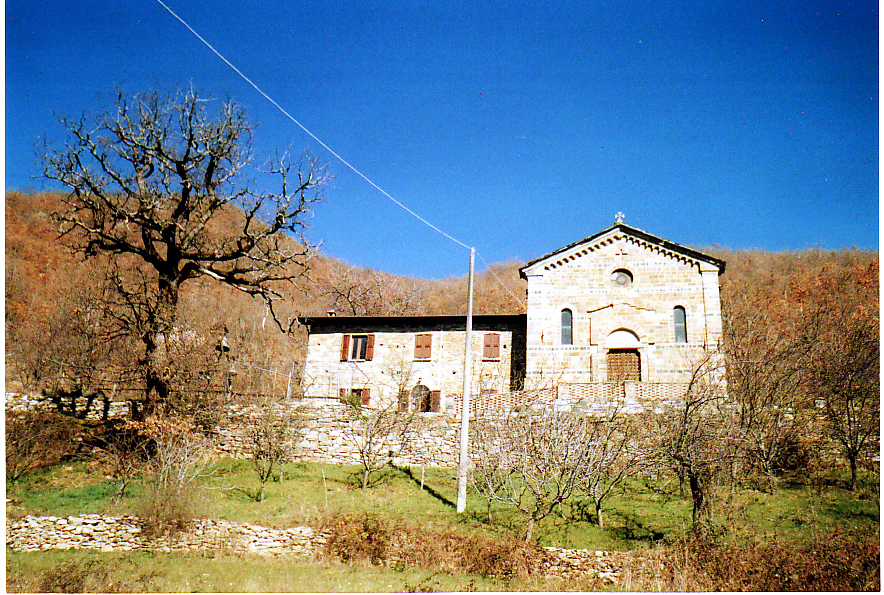
La chiesa di San Cristoforo

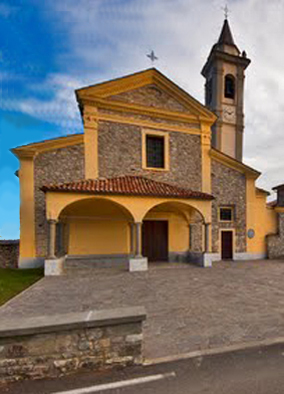
La chiesa di Santa Maria

- Chiesa parrocchiale di San Policarpo, nella frazione di Ceci. La chiesa sorse con la cella monastica del IX secolo, l'attuale edificio, documentato nel 1153[40], venne ampliato nel 1744 e nel 1938.
- Chiesa parrocchiale di San Pietro, nella frazione di Dezza. La chiesa sorse con la cella monastica del X secolo[41], riedificata nel XVI secolo.
- Chiesa parrocchiale di San Paolo, nella frazione di Mezzano Scotti. La chiesa sorse come monastero di S. Paolo[42] nell'891, distrutto nel XV secolo, l'attuale edificio venne rimaneggiato fra il XVIII e il XIX secolo.

- Chiesa parrocchiale di San Cristoforo, nell'omonima frazione di San Cristoforo. La nuova chiesa venne edificata nel 1910, in sostituzione della precedente sorta nel VII secolo come cella monastica di Viulio[43] e documentata nel 972 di cui ne rimangono pochi ruderi.

- Chiesa parrocchiale di Santa Maria del Carmine, nella frazione di Santa Maria. La chiesa venne eretta nel XV secolo, in sostituzione della precedente sorta come cella monastica documentata nell'862, e più volte rimaneggiato fra il XVII e il XVIII secolo.[44]

- Chiesa parrocchiale di Sant'Eustachio, nella frazione di Vaccarezza, che venne eretta come cella monastica documentata nell'862 e più volte rimaneggiata fino al XIX secolo.[45]

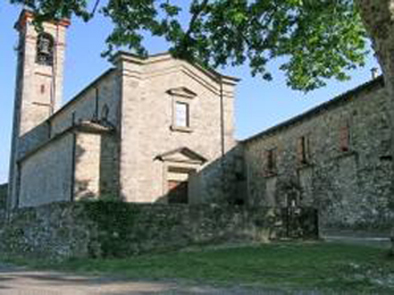
La chiesa di S. Eustachio di Vaccarezza

- Santuario di Santa Maria in Monte Penice (1460 m. - festa la seconda domenica di settembre), antico luogo di culto forse del VII secolo, documentato nel IX secolo, e ricostruito nel XVII secolo.[46]

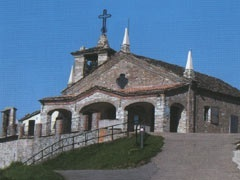
Il Santuario della vetta del Penice

- Cappelletta dei militari del presidio e operatori RAI, situata sul passo del Penice poco prima del Santuario.
- Monumento a San Colombano, patrono e protettore dei motociclisti. Situato al passo del Penice venne inaugurato il 23 novembre del 2002 dal primate d'Irlanda Seán Baptist Brady, da Paolo Sesti, presidente della Federazione Motociclistica Italiana e dall'Associazione Amici di San Colombano.
- Oratorio di San Carlo Borromeo (privato), nella frazione di Poggio d'Areglia, alle dipendenze della parrocchia di Mezzano. Sorto nel 1610 come cappella del Castello degli Scotti.
- Oratorio Cuore Immacolato di Maria, nella frazione di Arelli. La chiesetta sorse come cappella della cella monastica del X secolo[47] dipendente dalla chiesa di S. Ambrogio in seguito scomparsa, l'edificio rimaneggiato più volte è alle dipendenze della parrocchia del Duomo.
- Oratorio dello Sposalizio della Vergine (privato), nella frazione di Cadonica. La cappella sorse nel XVII secolo come cappella del centro monastico sorto nel 1460 dopo l'abbandono e la distruzione del Monastero di S. Paolo di Mezzano. L'edificio rimaneggiato nel XIX secolo è alle dipendenze della parrocchia di Mezzano.
- Cappella di San Lorenzo, nella frazione Case S. Lorenzo di Fosseri, alle dipendenze della parrocchia di Mezzano.
- Chiesa di Sant'Andrea[48], nella frazione di Cassolo, sorto nel XVI secolo, alle dipendenze della parrocchia di Mezzano.
- Oratorio della Beata Vergine di Caravaggio, nella frazione di Castighino o Casteghino. Sorta su di un'antica cappella[49] preesistente nel 1835, alle dipendenze della parrocchia di S. Maria.
- Oratorio di San Carlo (privato), nella frazione di Degara. Sorse come cappella di S. Gaudino della cella monastica nel X secolo per opera del monaco di Bobbio Auderado, nel 1631 venne riedificato e dedicato a S. Carlo; alle dipendenze della parrocchia del Duomo.
- Oratorio di San Martino (privato), nella frazione di Fognano. Sorse nel XIX secolo come luogo di culto e di preghiera di Sant'Antonio Gianelli nelle vicinanze della villa del vescovado, alle dipendenze della parrocchia del Duomo.
- Oratorio della Madonna del Rosario,[50] nella frazione di Freddezza, sorto nel XIII secolo come cappella di San Cristoforo, alle dipendenze della parrocchia di Mezzano.
- Oratorio di San Giovanni Battista e Sant'Enrico II Imperatore (privato), nella frazione di Gorra, alle dipendenze della parrocchia di S. Maria. Edificato nel 1877 da Clara Fossa Della Cella, per sua volontà venne dedicato anche a S. Enrico II Imperatore del S.R.I., che diede nel 1014 a Bobbio il titolo di città e sede vescovile.[51]
- Chiesa della Beata Vergine di Caravaggio, nella frazione di Lagobisione, venne edificata nel 1970, in sostituzione della cappella sorta nel 1841 poi restaurata, è alle dipendenze della parrocchia del Duomo.[52]
- Oratorio della Beata Vergine di Caravaggio, nella frazione di Lagobisione. Cappella sorta nel 1841 nel paese, un tempo dipendenza della chiesa di San Carlo di Degara. Restaurata, è stata ricuperata al culto.[53]
- Chiesa di San Rocco, nella frazione di Piancasale. La chiesa di origine medioevale, sorse come dipendenza della chiesa di S. Ambrogio successivamente scomparsa, venne riedificata nel 1855[54] dopo lo sviluppo urbano della frazione, è alle dipendenze della parrocchia del Duomo.
- Oratorio della Madonna di Caravaggio, antico luogo di culto nei pressi della Pietra Parcellara e della frazione di Brodo, alle dipendenze della parrocchia di Mezzano.
- Oratorio di San Salvatore, nell'antico borgo della frazione omonima. Sorse nel 975[55], con modifiche successive, come oratorio della cella monastica documentata nel IX secolo, alle dipendenze della parrocchia di S. Colombano.

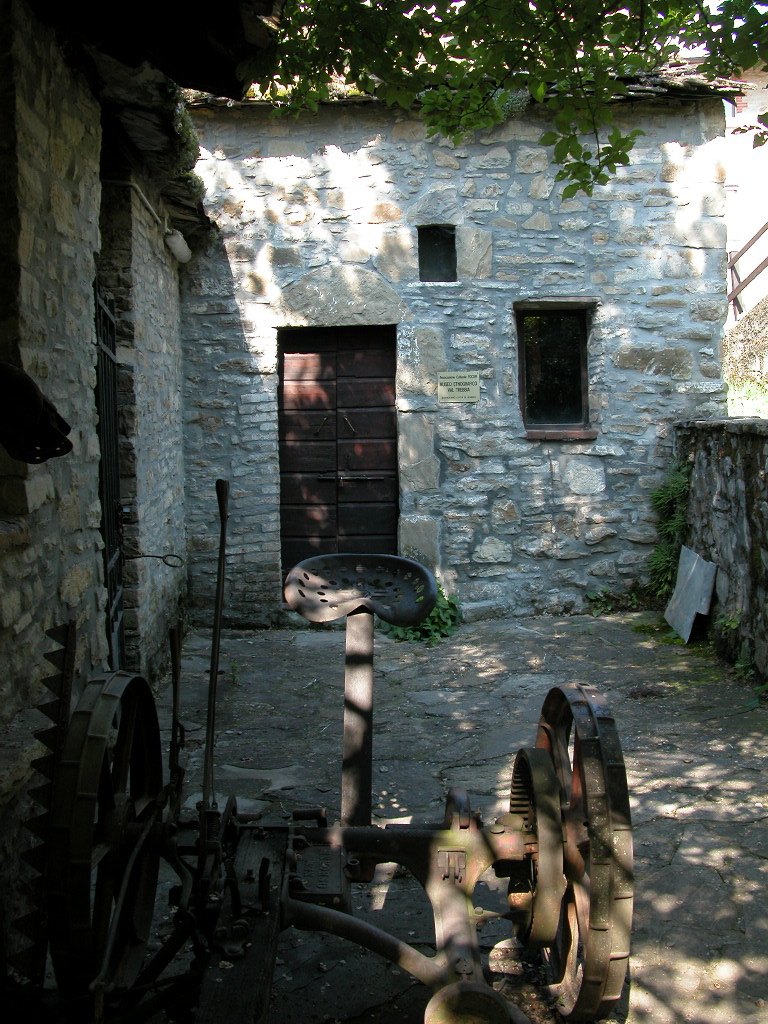
L'ingresso del Museo etnografico di Cassolo

- Museo etnografico val Trebbia (a Callegari di Cassolo)

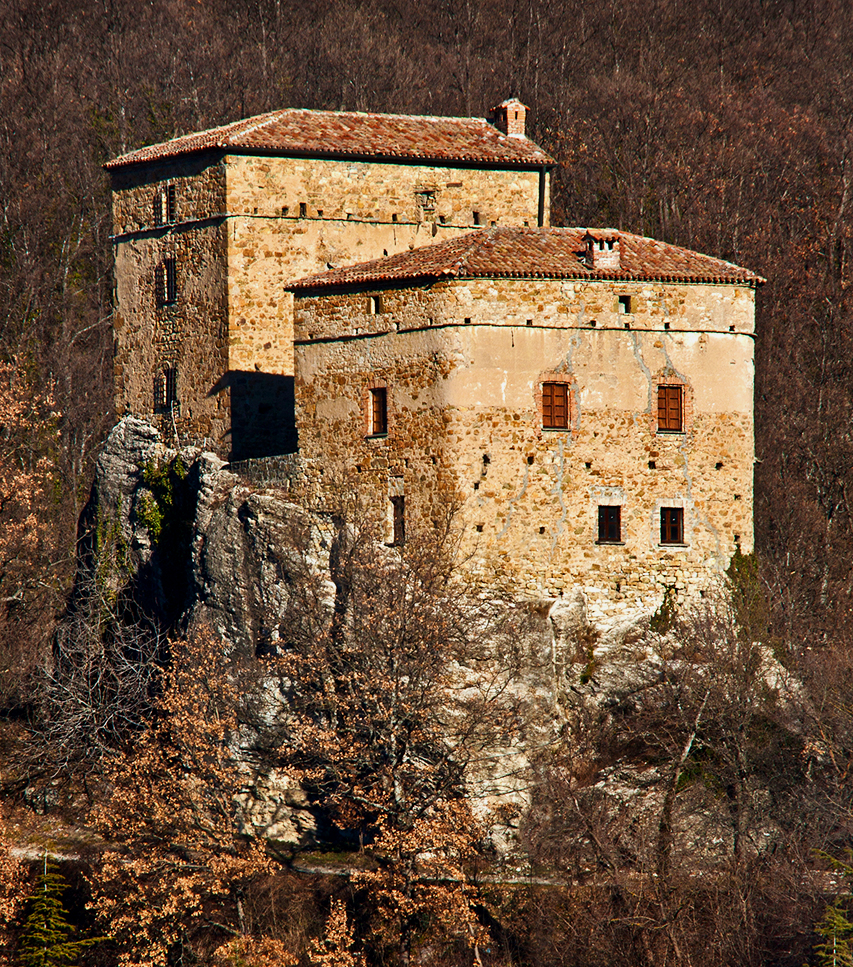
Il castello del Dego di fronte monte Barberino

- Castello del Dego (o di Barberino) (di proprietà privata), fortilizio edificato nel XIII secolo dei Malaspina.
- Ruderi del Castello di Ajguera, fortilizio sorto nel XIV secolo da parte degli Scotti, distrutto nel 1516 dal conte Federico Dal Verme e ricostruito sempre dagli Scotti, ne rimangono le rovine.
- Castello di Poggio Area, della famiglia Scotti, fortilizio edificato nel 1488 nella località Poggio della frazione Areglia (o Area) da parte di Bartolomeo Scotti, distrutto dai Dal Verme nel 1516, venne riedificato dopo poco, ristrutturato.
- Mulino di Areglia, antico mulino del borgo, macina ancora cereali per l'alimentazione animale.
- L'antico Mulino Erbagrassa (proprietà privata).
- Resti del Castello di Mezzano Scotti (proprietà privata).
- Torre di Cadonica, sorto come nuova sede monastica nel 1460 assieme al nuovo monastero, dopo l'abbandono e la distruzione del Monastero di S. Paolo di Mezzano, nei pressi l'Oratorio il Mulino.
- Mulino di Cadonica (privato), edificato dai monaci di Cadonica, nei pressi un antico e ampio cunicolo sotterraneo in pietra ancora visibile, era percorribile anche a dorso di mulo per i traffici del monastero.
- Antica fornace di Canneto, resti dell'antica fornace sorta in epoca romana e rimasta in attività fino al 1950.
- Colonia elioterapica Carenzi, rimangono i resti della colonia del 1937, sorta sulle Terme di S. Ambrogio e che sfruttava anche le sorgenti termali saline di S. Ambrogio.
- Casa rifugio di Villa Gorra (privata), edificata nel XVII secolo per i viandanti e pellegrini che valicavano il Penice.

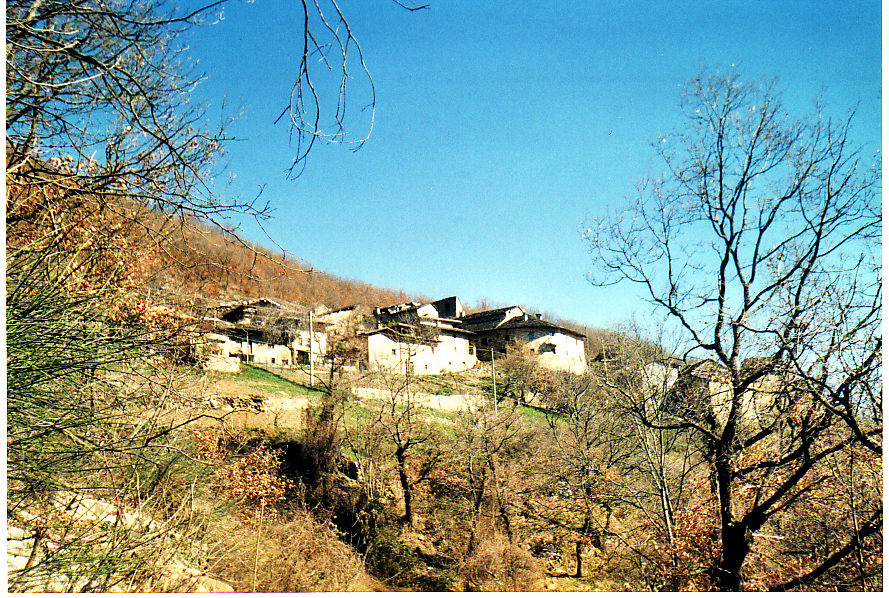
La Casa Fortificata nel nucleo storico del borgo di San Cristoforo

- Borgo di San Cristoforo, con la Casa Fortificata, edificio del IX secolo sorto come cella monastica e rimaneggiato assieme alle case adiacenti, nei pressi i resti della cappella di S. Giacomo (privata) trasformata in cascina e cantina. A qualche km sul torrente Carlone, il Mulino Peveri (ora casa privata), sorto nel XIX dopo l'abbandono del vicino e antico Mulino della Cavanna, di cui rimangono i pochi ruderi.
- Casa Fortificata di Moglia (privata), antico convento documentato nell'862, della locale cella monastica sorta nel VII secolo. L'edificio, rimaneggiato, aveva un refettorio centrale con volta ad arco a cui si affacciavano a cerchio le celle dei monaci e la cucina senza camino era collocata al centro del pavimento. Uno dei pochi esempi architettonici antichi rimasti.[56]
- Mulino di Piancasale
- Ruderi del Castello dei Monticelli (o Castel Pero), nella località Poggiolo di Vaccarezza, il castello della nobile famiglia dei Monticelli è documentato nel XIV secolo, abbandonato dopo il passaggio ai Malaspina, ne restano poche tracce.
- Villa Costanza (di proprietà privata), antico palazzo dei Malaspina nella frazione di Vaccarezza.

### Via degli Abati
La Via degli Abati è percorso completo di 192 km da Pavia a Pontremoli passando per Bobbio. È percorribile a piedi o a cavallo o in mountain bike. Rievoca idealmente una delle tante varianti della via Francigena.

### Altro
- Monte Penice
- Passo Penice e gli impianti sciistici
- Ceci e il centro sportivo di sci di fondo Le Vallette
- Barberino e l'Orrido, il monte è situato alla sponda destra del Trebbia, antico confine romano del pagus di Bobbio, documentato sempre come confine della Contea di Bobbio nel 972, rimase confine del Ducato di Parma e Piacenza e dell'Emilia fino al 1923, quando Bobbio divenne emiliana e piacentina.
- Mezzano Scotti
- Il Borgo di San Salvatore e i meandri sul Trebbia[57]
- Le spiagge sul Trebbia del Lido di San Martino e della Berlina
- Santa Maria
- Sassi Neri
- Antico villaggio del Monte Groppo (ruderi e ritrovamenti neolitici e liguri)
- Pian Perduto
- Pietra Corva
- Monte Pradegna
- La Pietra Parcellara e l'oratorio di Brodo, monte raggiungibile da Mezzano Scotti verso le località di Freddezza, Parcellara, Brodo o dal Passo della Caldarola
- Piccolo borgo di Embrisi, località ormai abbandonata di Embrici sopra Mezzano, vi è la presenza di antichi edifici in pietra locale e manufatti e sculture in arenaria scolpite, di notevole interesse le facce e le testine apotropaiche.[58]
- Cascata termale del Carlone e l'antico villaggio di San Cristoforo[59]
- Valle del Carlone
- Mogliazze, frazione con tipiche case in pietra e tetti in lastre di arenaria.
- Samboceto, piccolo borgo fantasma sopra Mezzano ormai disabitato con tipiche case in pietra e tetti di arenaria.
- Telecchio, piccolo borgo con origini celtico-ligure divenuto cella monastica nel X secolo, circondato dal comune di Coli, legato alla chiesa di S. Michele della Spelonca.
- Bosco del Comune (sulla strada di Dezza ed il passo da Cernaglia di sopra)
- Fontana dei Ramari di Bobbio
- Sentiero medioevale per il Santuario del Monte Penice
- Via degli Abati (Via Romea e derivazione della Via Francigena)
- Passeggiate da Bobbio - Passeggiata dei due ponti: Via Piancasale-Ponte Gobbo-Canneto-Ponte di Coli-Terme di Bobbio, Passeggiata vecchia statale: Bobbio-vecchia statale 45-Cognolo-Barberino-Pradella-Cassolo-Mezzano, Passeggiata del torrente Bobbio: Bobbio-Via Poggio San Desiderio-Campo sportivo-zona Candia-Cerignale-Ca' Bassa-Mulino Erbagrassa-Mulino Omoforte - Vie panoramiche: Bobbio-Strada degli Arelli-Erta-Fognano, Bobbio-Canneto-strada Coli-strada dei Bellocchi-Gambado, Bobbio-Borgo Auxilia-S.Martino-Carana-Pietranera, Bobbio-Via del Bargo-San Cristoforo-Castate Carlone-Moglia-San Martino-Bobbio[60], Bobbio-Dezza-Brallo, Bobbio-strada Balzago-Lagobisione-Degara-Centomerli-Mezzano (escursioni a piedi, bicicletta e cavallo)

## Società

### Evoluzione demografica
Abitanti censiti

### Etnie e minoranze straniere
Secondo dati ISTAT i cittadini stranieri a Bobbio al 1º gennaio 2023 sono risultati 345 (10,11% tra tutti i residenti). Le prime comunità per popolazione sopra le 20 unità sono risultate quelle provenienti da (dato 31 dicembre 2021):
1. Romania, 74
2. Macedonia del Nord, 71
3. Ucraina, 68

### Lingue e dialetti
Il dialetto bobbiese, tra quelli della provincia di Piacenza, ha alcune peculiarità fonetiche, morfologiche e lessicali. Si differenzia dal più diffuso dialetto piacentino e questo è dovuto alla particolare posizione geografica ed alle sue vicende storiche. Bobbio si trova lungo la via di collegamento tra la pianura Padana e la provincia di Genova ed è limitrofo a Lombardia e Piemonte. Il suo territorio nel corso dei secoli ha subito le dominazioni di liguri, celti, romani, longobardi, franchi... Il dialetto locale quindi ha subito modifiche ed influenze ma ha mantenuto caratteristiche uniche.
Del dialetto di Bobbio esiste un dizionario, numerosi testi sono scritti in questo dialetto e sono tipici il calendario e il lunario bobbiesi. Le feste locali, folcloristiche e teatrali curate dalla Ra familia Bubièiza ne mantengono ancora più vitale l'uso.

### Religione
La maggioranza della popolazione si professa cattolica ma non ci sono dati aggiornati sulle percentuali dei fedeli praticanti. Bobbio è una delle due sedi vescovili che compongono la diocesi di Piacenza-Bobbio. Le piccole comunità straniere sono legate alle loro religioni di origine, come la ortodossa macedone, la cattolica ucraina e la musulmana.

### Tradizioni e folclore

#### Giubileo di San Colombano
Come antica tradizione ogni 50 anni si celebra il giubileo di San Colombano a ricordo della fondazione dell'abbazia e della morte del santo patrono irlandese Colombano. Durante tutto l'anno giubilare hanno luogo numerose attività culturali, sportive, folcloristiche, musicali e gastronomiche.
Ogni anno, inoltre, per la festività patronale del 23 novembre (San Colombano), si tiene la Festa di San Colombano, con celebrazione eucaristica e la distribuzione del Pane di San Colombano, una forma di pane gigante riproducente la statua del santo patrono, tagliata poi a pezzi dopo la benedizione del vescovo. La sera precedente viene effettuato il Transito di San Colombano, con l'accensione di migliaia di lumini, la processione del busto reliquiario nella chiesa abbaziale e la celebrazione della vita del santo. Nel porticato dell'abbazia si distribuiscono prodotti tipici locali.

#### Carnevale Bobbiese
Ogni anno per l'antico Carnevale Bobbiese si tengono le tradizionali sfilate di carri allegorici e gruppi mascherati per le vie e piazze del borgo provenienti sia da Bobbio che dai comuni limitrofi della valle e dei dintorni. Non mancano le tipicità gastronomiche legate a questa festa tradizionale, come le gustose chiacchiere e le frittelle. Appuntamento l'ultima domenica di carnevale e come antica tradizione la sfilata si ripeterà per il rito ambrosiano concludendo in piazza Duomo con la Pentolaccia con i tradizionali cestini appesi fatti di mandorle tritate e caramellate e riempiti di dolciumi, che dovranno essere rotti con un bastone dai bimbi bendati, una festa divertente sia per ragazzi e grandi mascherati, che per famiglie e bambini.

#### Falò di San Giuseppe –Fuiè ad San Giusèp
La Festa di San Giuseppe a Bobbio ha una tradizione millenaria. Come è usanza, il 19 marzo, giorno in cui la chiesa ricorda San Giuseppe, sul greto del torrente Bobbio, in località Candia, viene acceso intorno alle 20.30, un grande Falò, un rito che segna il passaggio dall'inverno alla primavera, la fuje, con fogliame, cassette, carta, cartone, tralci di vite, potature, scarti del lavoro dei campi, al suono di un antico ritornello che invoca San Giuseppe affinché faccia tornare la primavera e la bella stagione: un tipico esempio di come ci sia stata un'antichissima commistione tra riti pagani e cristiani (la luce che sconfigge le tenebre), infatti il rito del falò risale all'antico popolo dei Liguri, in occasione del particolare momento astronomico dell'equinozio, poi la tradizione pagana si fuse con quella cristiana celtico-irlandese dei monaci di San Colombano, giunti in epoca longobardacon il santo patrono irlandese fondatore nel 614 della celebre Abbazia di Bobbio. Tant'è che, sul falò, viene fatto bruciare un fantoccio, la vecchia, simbolo dell'inverno che si sta concludendo. A seconda di come la vecchia brucia vengono tratti gli auspici per la prossima stagione; secondo credenza popolare, se il fantoccio brucia velocemente sarà una bella annata. Attorno al falò, un tempo il più grande tra tutti quelli che ricoprivano la vallata, nei campi e vicino ai cascinali, è offerto un ricco banchetto preparato dalle donne del paese: a tutti bevande calde, vin brulè, salumi, formaggi, vino, frittelle, croccanti e altri dolci tipici della festa.

#### Palio delle contrade
Il palio è una manifestazione di origine medioevale che si tiene l'ultimo fine settimana di giugno è organizzata dalla Pro Loco. Il torneo prevede la sfida dei contradaioli in varie gare di abilità per la conquista del drappo che diventerà trofeo per la contrada vincente.
Le cinque storiche contrade di Bobbio prendono il nome dalle altrettante porte d'accesso alla città medioevale già esistenti nel XII secolo: Alcarina (azzurro), Fringuella (verde), Agazza (blu), Legleria (giallo) e Nova (rosso). Il borgo e le contrade si vestono con i colori delle relative contrade. Il corteo storico del palio si svolge il sabato sera precedente il torneo, snodandosi dal ponte gobbo lungo le vie del centro fino a piazza Duomo con il lancio della sfida e una delle varie competizioni previste dal palio.

#### Irlanda in musica

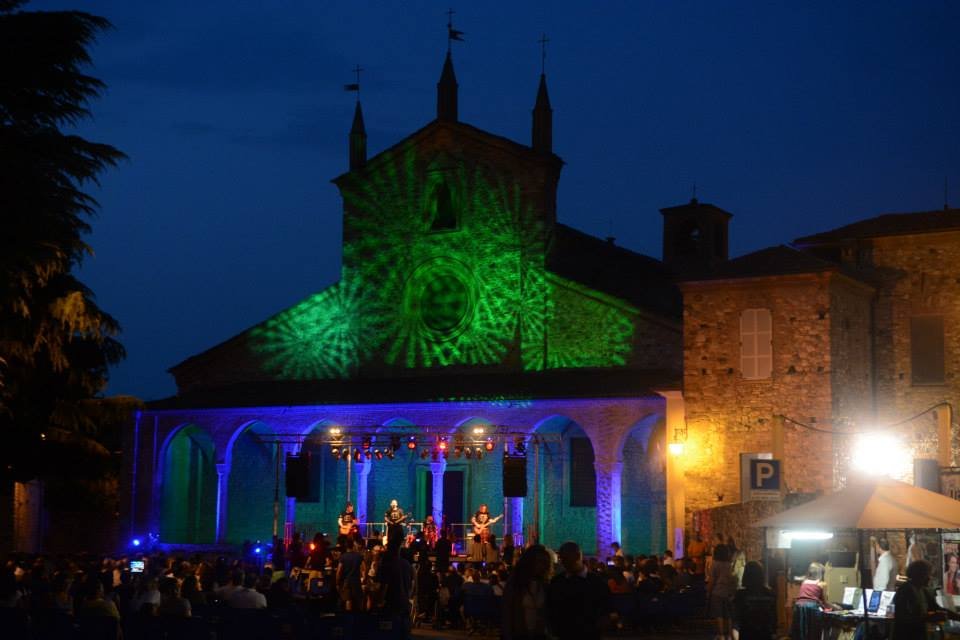
Lo scenario di Irlanda in Musica di fronte l'Abbazia di San Colombano

Rassegna di concerti serali di musica celtica e irlandese con stand gastronomici, con cui Bobbio celebra il legame tra la Val Trebbia e l'Irlanda nel nome del santo patrono irlandese, fondatore dell'abbazia nel 614. La manifestazione, organizzata dal comune di Bobbio e il supporto della provincia di Piacenza, prevede in luglio tre giorni di musica dal vivo.

#### Festa del Pinolo
Sagra tradizionale serale con stand gastronomici e musica dal vivo organizzata nel week-end fra la fine di luglio e l'inizio di agosto dalla Pro Loco Quelli che Pontano.

#### Altre manifestazioni
Altre manifestazioni si hanno a maggio per Ascensione: Benedizione delle ciambelline, antica processione dal castello con benedizione colombaniana della natura, della terra e dei suoi frutti; benedizione dei buslanin, ciambelline salate e dolci tradizionali ed il 31 maggio per la fine del mese mariano: Processione con la Madonna dell'Aiuto, dal Santuario inizia la pressione con la grande statua della Madonna dell'Aiuto per le vie cittadine del centro storico, ai lati delle contrade i lumini accesi e in mezza la strada le composizioni floreali in omaggio alla patrona della città, le chiese e il comune sono aperti e illuminati per l'occasione, ad accompagnare la processione le musiche della banda. Sosta in piazza Duomo con il panegirico tradizionale e ritorno al santuario per la benedizione finale dei bambini.

#### Leggenda del Ponte Gobbo o Ponte del Diavolo

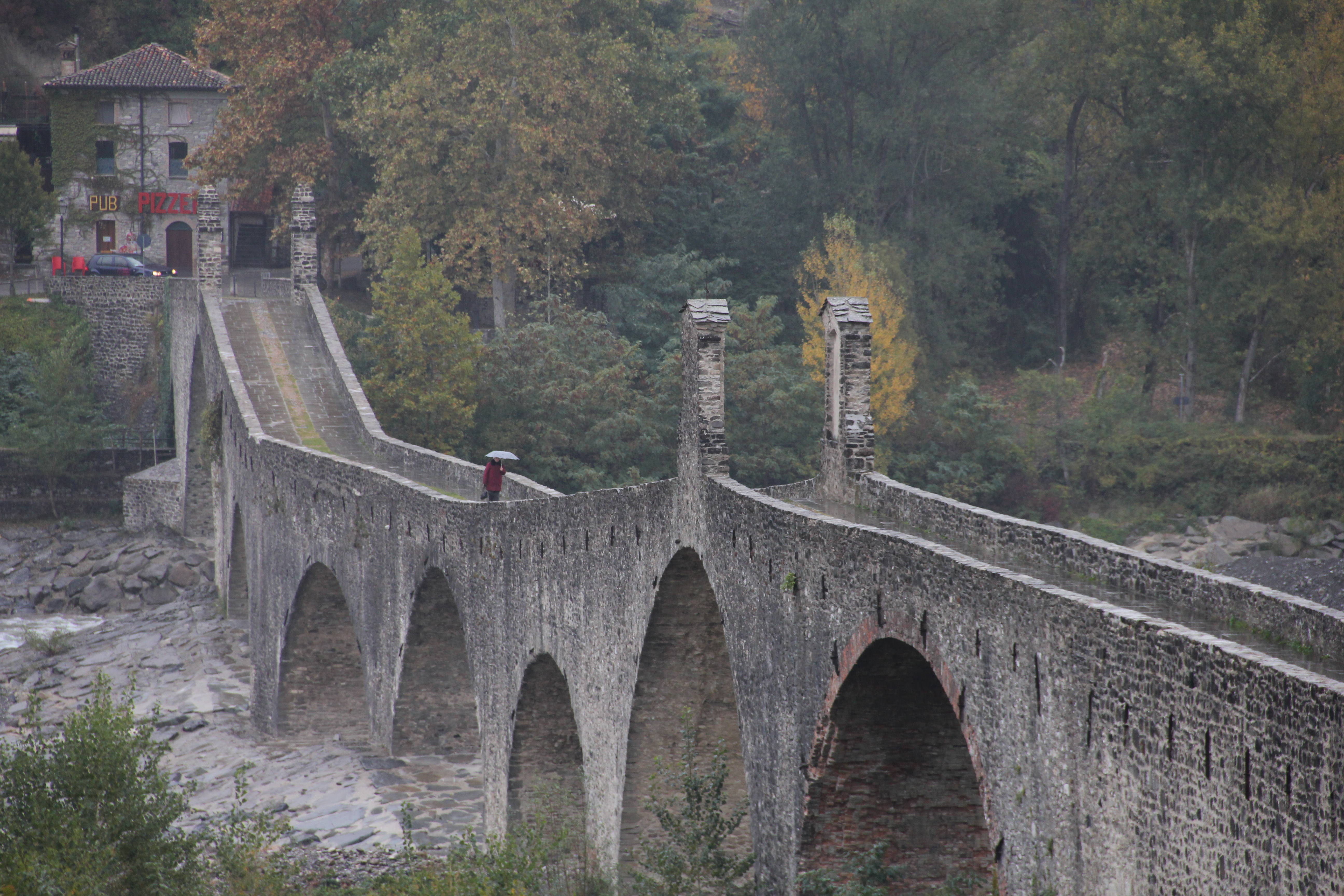
Il "Ponte del Diavolo" o Ponte Gobbo

La costruzione di un ponte è sempre stata considerata un'opera di grande ingegno, quasi prodigiosa. La nascita di alcuni ponti ha dato quindi origine ad alcune leggende, e non di rado queste avevano come protagonista il diavolo: unire due luoghi che la natura (e Dio) aveva voluto separati era vista da molti come un'opera diabolica. Si aggiunga, in questo caso, che ogni osservatore viene colpito dall'assoluta assenza di ogni simmetria o logica nella disposizione delle arcate del ponte. La leggenda che riguarda il ponte Gobbo, detto anche ponte Vecchio o ponte del Diavolo narra che San Colombano volesse costruire unire le due sponde del fiume Trebbia.

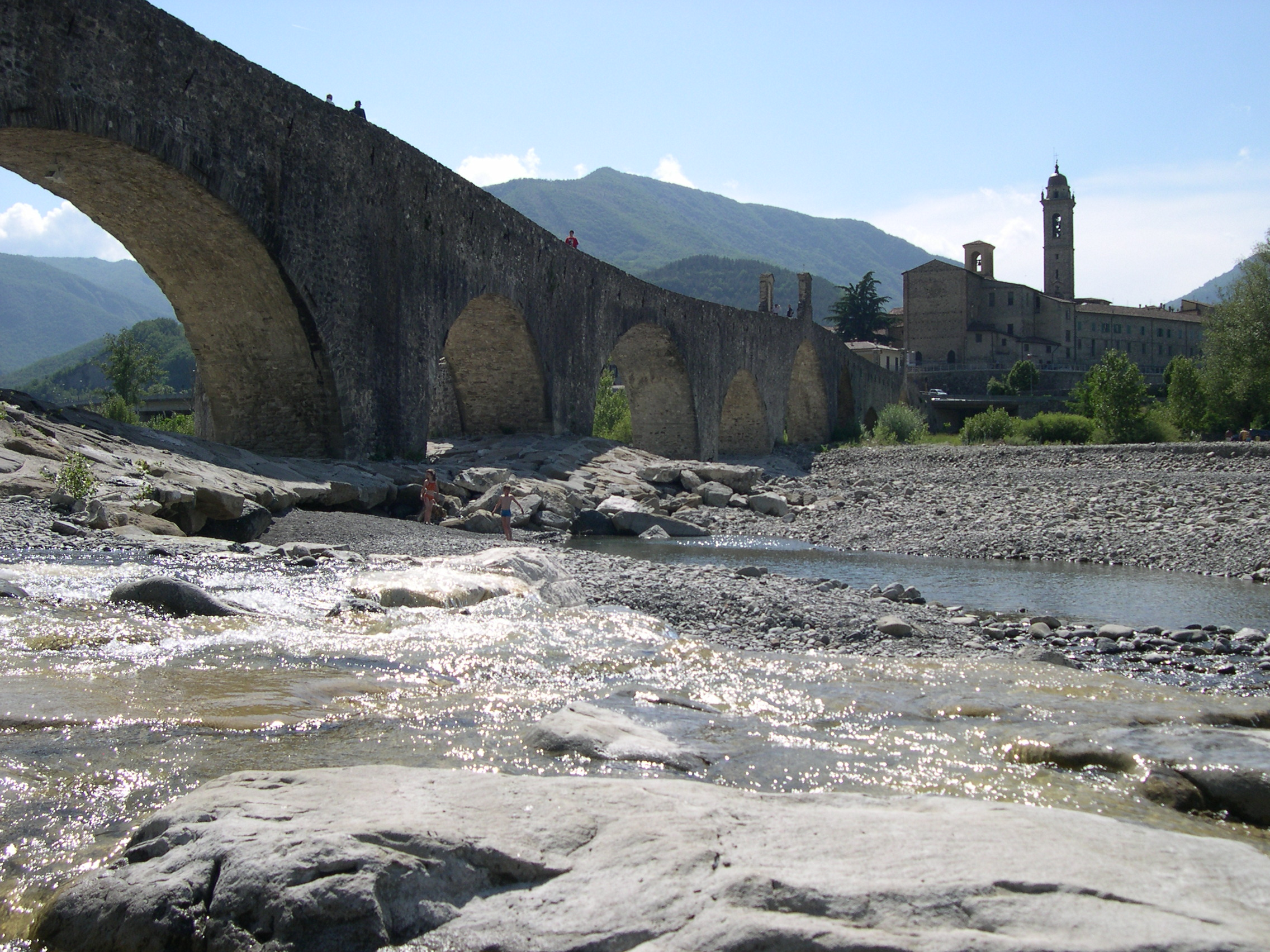
Il Ponte Vecchio o Ponte Gobbo sul fiume Trebbia

Il Diavolo si offrì di aiutarlo costruendo un ponte in una sola notte, a patto di avere in cambio l'anima del primo che lo avesse attraversato. San Colombano accettò e il demonio costruì il ponte con l'aiuto di un gruppo diavoli di altezza e corporatura diversa, ognuno dei quali eresse la sua parte in modo personale e difforme dagli altri ottenendo la caratteristica gibbosità ed irregolarità del ponte.
Al mattino il santo monaco tenne fede alla parola data, ma giustificandosi con l'osservazione che il ponte non era stato costruito secondo le regole ingannò il demonio facendovi passare per primo un cane (un'antica tradizione vuole che il primo animale a passare su quegli archi sia stato l'amico orso).

### Istituzioni, enti e associazioni
- Ospedale di Bobbio

### Qualità della vita
Dal 2006 è stata insignita della Bandiera arancione dal Touring Club Italiano, come centro alto-medioevale di interesse turistico-ambientale, che si distingue per un'offerta di eccellenza e accoglienza di qualità. Il riconoscimento fa parte del progetto italiano inserito dall'Organizzazione mondiale del turismo (World Tourism Organization) fra i programmi realizzati per uno sviluppo sostenibile del turismo.

## Cultura

### Editoria
Dal 9 luglio 1903 a Bobbio si pubblica un settimanale cattolico, chiamato La Trebbia, distribuito nei comuni di Bobbio, Coli, Corte Brugnatella, Ottone, oltre che su abbonamento in Italia, specie nell'area di Genova, Chiavari, Piacenza, Pavia e Milano, e all'estero. Oltre alle informazioni di interesse religioso, il settimanale s'interessa degli eventi culturali e della cronaca locale del Bobbiese e dei comuni dell'Alta Val Trebbia, della Val d'Aveto e dell'Oltrepenice (territorio dell'Oltrepò al di là del monte Penice un tempo sotto Bobbio e dei comuni un tempo sotto l'antica contea e poi provincia di Bobbio, ancora oggi nella diocesi di Piacenza-Bobbio e nel vicariato di Bobbio), oltre che della storia e delle tradizioni locali.

### Cinema
Il regista Marco Bellocchio, la cui famiglia è originaria di Bobbio, ha girato in città e nelle immediate vicinanze il suo primo film di successo, I pugni in tasca (1965). Alcuni bobbiesi recitarono nel film come attori non protagonisti e comparse. Marco Bellocchio cura ogni anno attività culturali legate al cinema, in particolare dirigendo il Laboratorio Fare cinema e il Festival cinematografico ''Bobbio Film Festival'' (con rappresentazioni nel periodo estivo). Fra il 1999 ed il 2008, nel suo film Sorelle Mai, Bobbio è di nuovo set cinematografico per raccontare la storia di una ragazzina bobbiese che preferirà vivere con le prozie pur di non lasciare il paese natìo. Nuovamente fra il 2013 ed il 2014 viene girato a Bobbio Sangue del mio sangue, un film in due parti, ambientato nel XVII secolo e in epoca moderna.

### Musei

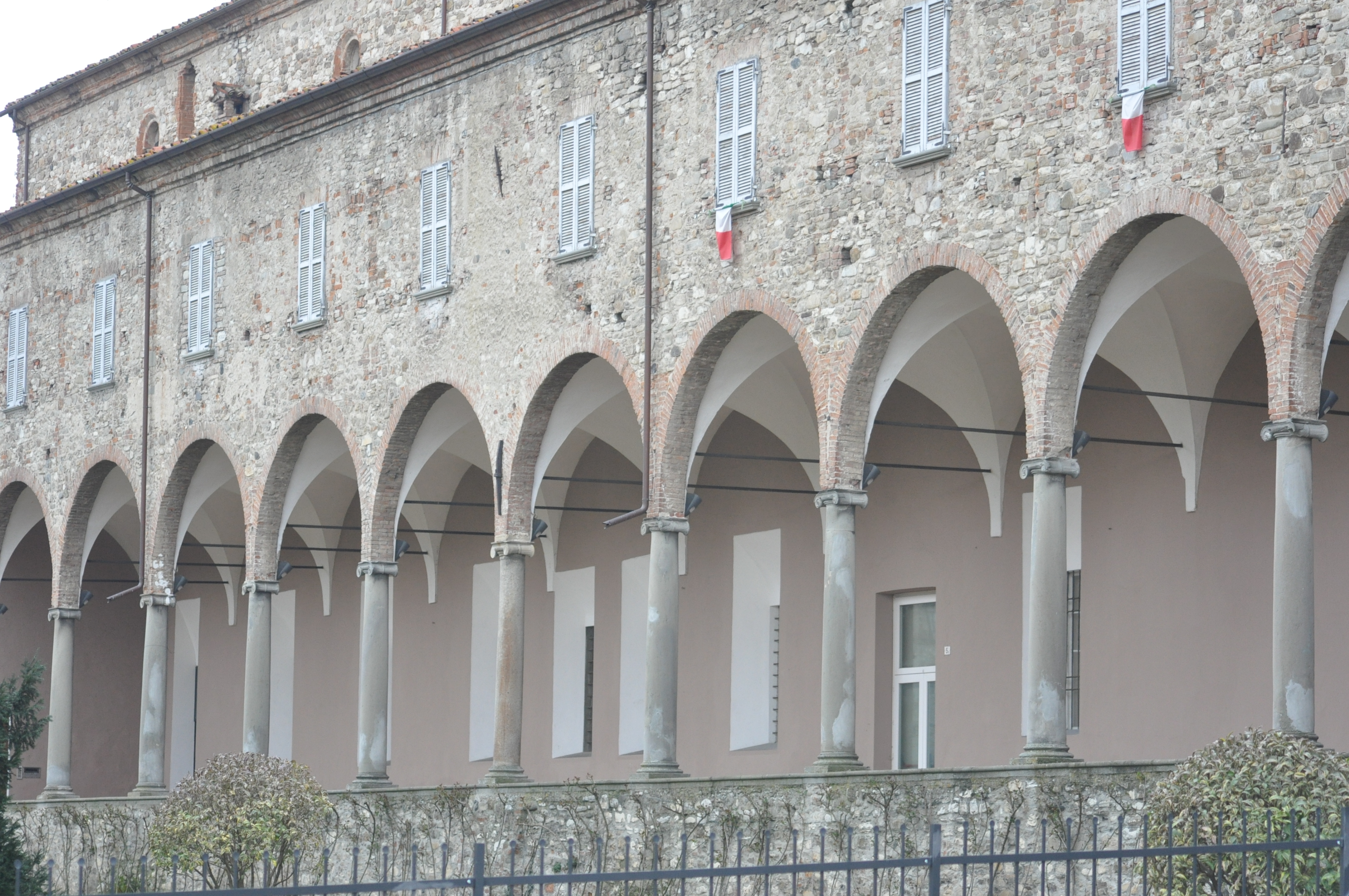
Porticato di piazza S. Fara dell'Abbazia con l'entrata ai musei

Il complesso monastico dell'Abbazia di San Colombano ospita:
- Il Museo dell'abbazia di San Colombano, dal 1963 nei locali del monastero dove aveva anticamente sede la biblioteca ed un tempo anche di parte del celebre Scriptorium di Bobbio, custodisce reperti che spaziano dai primi secoli dell'era cristiana fino alla metà del XVI secolo;
- Il Museo della città di Bobbio, situato nel chiostro interno, nei locali originali del IX secolo, è costituito dall'antico refettorio con il grande affresco della Crocefissione attribuito a Bernardino Lanzani, la sala lavamani delle cucine (divenuto nel rinascimento il laboratorio della biblioteca), il cavedio interno e i sotterranei con la grande cantina con volte a botte e ghiacciaia. Il museo si propone come percorso didattico storico multimediale dell'abbazia, di San Colombano, dello scriptorium e della storia di Bobbio.

L'allestimento museale, dapprima costituito da espositori trasparenti, in cui sono affrontate le tematiche legate alla vita e all'opera di San Colombano, la situazione geopolitica dell'Italia Longobarda e all'attività del famoso Scriptorium è stato trasferito nel corridoio del monastero; mentre negli ultimi anni il museo ha digitalizzato gli allestimenti inserendo postazioni audiovisive multimediali con video, touch screen con anche i codici bobiensi digitalizzati della Biblioteca Ambrosiana di Milano.
- Il Museo Collezione Mazzolini[74], museo d'arte moderna e pinacoteca che ospita la "Collezione Mazzolini" che ha sede nei locali superiori all'antica biblioteca del monastero e scriptorium, locali al piano superiore quindi del Museo dell'Abbazia, che anticamente ospitavano le celle monastiche dei monaci. La collezione comprende 899 opere (872 quadri e le 27 sculture) firmate da nomi di rilievo dell'arte del '900: da Giorgio De Chirico a Massimo Campigli, da Mario Sironi, a Lucio Fontana. La collezione è stata donata dalla signora domenica Rosa Mazzolini di Brugnello di Corte Brugnatella alla diocesi di Bobbio. Attualmente vi sono in esposizione un centinaio di opere, si prevede in seguito una rotazione per rendere via via visibile tutta la collezione.
- Il Museo diocesano della Cattedrale, ospitato nel complesso del Duomo di Bobbio nelle sale dell'ala destra del piano nobile del Palazzo vescovile.
- Il Museo etnografico val Trebbia è situato in località Callegari di Cassolo di Bobbio. Nato per volontà della famiglia Magistrati e in particolare di Dino Magistrati, raccoglie gli oggetti della collezione di famiglia, comprendente attrezzi agricoli, utensili, arredi legati alla vita contadina.

### Letteratura
Fra i libri della ex biblioteca dell'abbazia, nel 1815, il cardinale Angelo Mai rinvenne il celebre "Palinsesto Ambrosiano" ed in seguito altri volumi bobbiesi nella Biblioteca Ambrosiana e poi nella Biblioteca Vaticana fra cui nel dicembre del 1819 il De re publica di Marco Tullio Cicerone, per il quale Giacomo Leopardi dedico una canzone intitolata “ad Angelo Maj”.
Il cenobio di Bobbio e la sua biblioteca– tra le più ricche dei primi secoli del medioevo – vengono citati nel romanzo di Umberto Eco Il nome della rosa.

### Musica

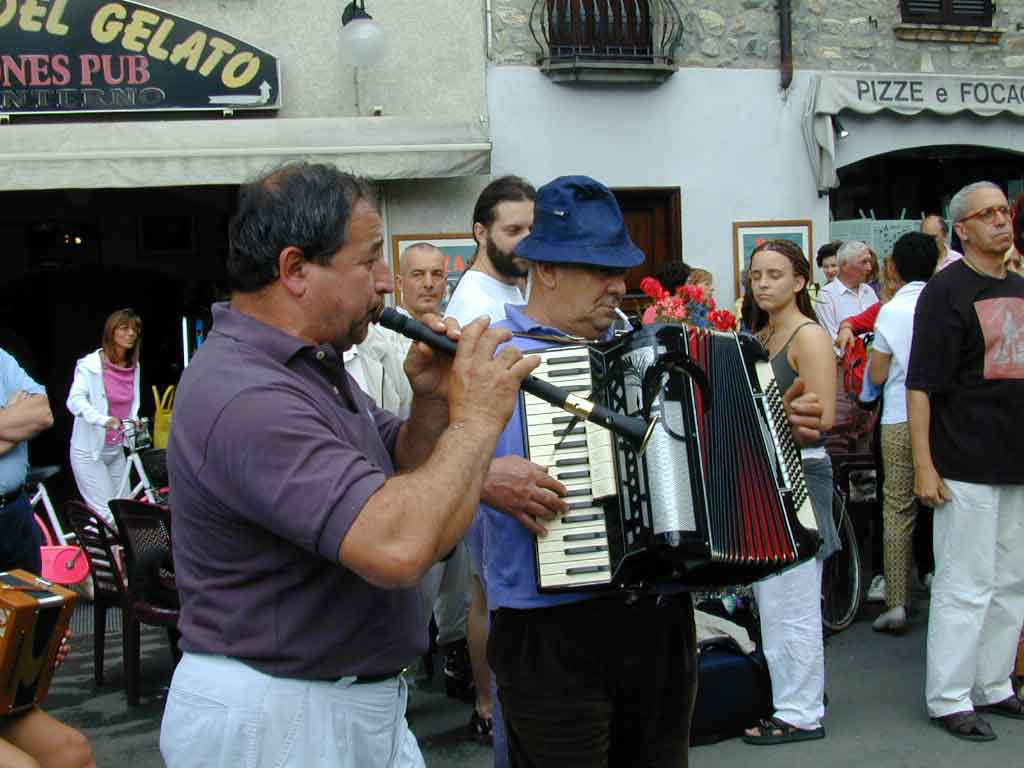
Bani il pifferaio

Bobbio, che si trova nel territorio delle Quattro Province, vanta una tradizione musicale molto antica, legata all'uso di uno strumento, il piffero, che accompagnato dalla fisarmonica, permette l'esecuzione di un vasto repertorio di brani tradizionali. Questi erano nati per scandire i vari momenti della vita della comunità. Le danze delle Quattro Province sono un'espressione tipica di ballo legato a musica popolare recuperata in tempi recenti, e tra queste è famosa la monferrina (localmente Bala Ghidon).
Vi sono brani per il cantamaggio, con la variante della festa della Santa Croce, il matrimonio, la leva (Leva levon a Santa Maria) e che ricordano luoghi e fatti legati al passato (la canzone del Draghin). Nelle feste da ballo, oltre a valzer, polca e mazurca si possono incontrare danze arcaiche come: l'alessandrina, la monferrina, la giga a due.
Il gruppo musicale de I Müsetta anima feste e celebrazioni e ha portato queste musiche anche all'estero: in Francia, Irlanda, Spagna e Paesi Bassi. Nella frazione di Degara si trova il laboratorio di Bani dove costruisce pifferi e cornamuse (tra cui la müsa appenninica); grazie al suo lavoro la tradizione della musica corale, dei balli, delle musiche e della costruzione degli strumenti non andrà persa ma anzi ha trovato nuovo vigore e diffusione anche tra i giovani. Tradizionale appuntamento in Bobbio con la rassegna "Cori d'osteria e Canti popolari".
Dal 1998 opera in città il Coro Gerberto, riproposizione dell'omonimo coro fondato nel 1967 e intitolato all'abate di San Colombano, Gerberto di Aurillac, poi eletto papa col nome di Silvestro II. Il repertorio del coro, comprendente trenta elementi, include oltre a canti tradizionali della montagna, anche canti del folklore internazionale e rielaborazione di pezzi di autori moderni. Il coro annovera diverse partecipazioni a concerti e manifestazioni in Italia e all'estero, l'incisione di un album e l'organizzazione delle rassegne corali "Salve o mia montagna", "Cori nel chiostro" e "Concerto di Santo Stefano". Marco Bellocchio ha girato il cortometraggio Il maestro di coro assieme al coro, e presentato nel 2001 al Torino Film Festival.

### Cucina
Nell'ambito della cucina piacentina e della cucina emiliana, la cucina di Bobbio, sensibilmente influenzata da quella lombarda, ligure e piemontese (perché storicamente legata amministrativamente a quelle regioni fino al passaggio a Piacenza solo dal 1923), si distingue e occupa una posizione di rilievo potendo annoverare una serie di originali piatti tipici locali e dolci che si tramandano da molte generazioni. L'Amministrazione cittadina, con delibera del Consiglio Comunale n. 37 del 31/07/2018, approvata all'unanimità, ha voluto tutelare le ricette della tradizione bobbiese, come ad esempio i maccheroni alla bobbiese, la torta di mandorle, le lumache alla bobbiese, il bragtòn tanto per citarne alcuni, regole di preparazione che le nonne e le mamme hanno sempre applicato tramandandole ai giorni nostri. Approvando quindi un regolamento attraverso il quale si potrà arrivare al riconoscimento De.Co. (denominazione comunale d'origine) nel quale sono previste le procedure per individuare i prodotti che potranno fregiarsi del marchio. Questo significa che si individuerà come dovranno essere preparati i piatti della tradizione e, ad esempio, per i maccheroni alla bobbiese si spiegherà quali sono gli ingredienti per la composizione della pasta e il procedimento per la sua realizzazione, mentre per il condimento si indicherà il tipo di carne e il taglio da utilizzare e i tempi di cottura.
- torta di riso alla bobbiese - tùrta ad rìś a ra bubièiśa, torta di riso, costituita da una base di pasta sfoglia composta di farina, burro, acqua, sale, sulla quale si pone un impasto composto da riso, uova, grana, funghi, cipolla, prezzemolo, acqua, olio, sale e pepe;
- agnolotti o anolini alla bobbiese - anvìn a ra bubièiśa, tipica pasta all'uovo ripiena di stracotto di manzo, pane grattugiato, Grana Padano, uova, noce moscata, sale, qui nella variante bobbiese degli anolini piacentini o degli agnolotti pavesi o piemontesi, che si distingue per la forma più grossa a cappelletto e per essere tradizionalmente serviti asciutti e conditi con sugo di stracotto, di recente si aggiunge anche la variante piacentina degli anolini a forma più piccola ma sempre a cappelletto ed in brodo;
- Maccheroni bobbiesi (De.Co)[78] - (I macaròn fàt cón l'angùcia in dialetto bobbiese, nome depositato) - (fatti con l'ago o ferro da calza e conditi con il sugo di stracotto) - (farina, uova, olio o noce di burro, acqua), massima espressione della cucina tipica bobbiese è una pasta all'uovo forata fatta a mano con un ferro da calza (o da uncinetto) di origini medievali, già descritta in un testo del XV secolo, nel Liber de Arte Coquinaria del Maestro Martino da Como, cuoco del Patriarca di Aquileia nel XV secolo. Tradizionalmente e rigorosamente condita con tipico sugo di stracotto di manzo tagliato e sfilacciato al coltello. Non mancano a tavola il 23 novembre giorno di San Colombano, patrono della città, e sono presenti nelle feste più importanti. Sono valorizzati con il marchio De.Co dall'amministrazione comunale di Bobbio;
- pinoli bobbiesi - pìn o pini [ant. pé da lésa (piede della slitta per la forma tipica ed il colore)], panetti risultati dall'amalgama di farina, erbette o biete, burro, sale e pepe, ricotta, pane grattato, formaggio Grana o parmigiano o formaggio di pecora grattugiato, uova, noce moscata; alcune varianti prevedono anche l'uso delle patate lesse; conditi con sugo di carne o con burro e salvia o nella variante moderna con sugo di funghi o di salsa di pomodoro e basilico;
- malfatti - melfàt, gnocchetti composti da ricotta e bietole e cotti al forno; altro piatto variante più semplice dei pinoli;
- chicche della nonna, gnocchettini verdi composti da ricotta, bietole, grana, uova, noce moscata, sale; conditi con burro e salvia o con sugo di funghi o pomodoro;
- lasagne alla bobbiese della Vigilia - laśàgn ad Nadäl o laśàgn cóʿ i fònś ad mègar, cena tipica della vigilia del Natale, come primo di magro, composta da lasagnette di forma irregolare o triangolare o a rombi usati come ritagli di pasta avanzata dalla sfoglia degli agnolotti che si preparavano per il pranzo di Natale; pasta all'uovo condite semplicemente con sugo di funghi o besciamella magra e sugo di funghi;
- bomba di riso di Bobbio - bòmba ad rìś ad Bobi, pasticcio a forma di cupola di riso e di carne (originariamente di piccione con funghi, animelle o tartufi), era il piatto tradizionalmente preparato un tempo per Ferragosto. La storia racconta che fosse il piatto preferito di Elisabetta Farnese, regina di Spagna (1692 - 1766) che conobbe il piatto tipico grazie al suo primo ministro il cardinale piacentino Giulio Alberoni che da Bobbio lo portò alla corte spagnola e nelle diplomazie italiane ed europee, la regina Elisabetta ordinò che la bomba di riso fosse presente ogni giorno sulla tavola reale. Composta oggi da riso, spezzatino di vitello e di maiale, salsiccia, pancetta, funghi, concentrato di pomodoro, burro, uova, grana, pane grattato, carota, cipolla, gambo di sedano, alloro, brodo vegetale, olio, sale e pepe;
- agnello alla bobbiese, costine di agnello rosolate e cotte in brodo, sale, aglio e prezzemolo[senza fonte];
- Brachettone di Bobbio (De.Co) (ar bragtòn in dialetto bobbiese, nome depositato), salume da cuocere realizzato con la spalla del maiale conciata, cucita nella cotenna e fatta stagionare fra due fascette di legno[79]; viene poi cotto in umido, lessato a fuoco lento. Di tradizione medievale ormai rarissimo in Italia, è originario di Bobbio e del suo circondario, dov'è ancora preparato nelle salumerie artigianali e servito cotto in alcuni ristoranti. Un tempo tipico del Carnevale e per Pasqua (l'antica tradizione norcina bobbiese voleva le famiglie contadine preparassero un brachettone da mangiare nel giorno del Carnevale ed un altro per Pasqua), oggi si serve tutto l'anno, ma specie dall'inverno alla primavera, cotto e tagliato a fette spesse è servito caldo accompagnato con polenta o purea di patate, oppure con legumi vari cucinati in casseruola, come fagioli o lenticchie. È prodotto De.Co. a Bobbio;
- Lumache alla bobbiese (De.Co) (E lümas a ra bubièiśa in dialetto bobbiese, nome depositato), lumache in umido, la tradizione vuole che le lumache in umido siano il piatto tipico dei bobbiesi per la vigilia di Natale, come piatto di magro della tradizione monastica colombaniana longobarda. Le lumache vengono raccolte tassativamente con l'uso dell'apposita zappetta solo nel periodo invernale, quindi "opercolate" (chiuse nel guscio) dal 1º novembre al 28 febbraio, come da ordinanza comunale del 1987 che ne vieta la raccolta in erba per proteggerle durante il periodo di riproduzione. Preparazione: lumache pronte lessate, pulite e frollate e poi cucinate a fuoco lento aggiungendo sedano, cipolla, carote, porro, alloro, chiodi di garofano, salsa di pomodoro, brodo, olio, lardo, aglio, prezzemolo, sale e pepe. A dicembre vi è dedicata la "Sagra della lumaca", la più antica del paese, dove si possono acquistare le lumache opercolate e quelle pulite e pronte da cucinare ed anche assaggiarle già cotte offerte dal sodalizio della "Ra Familia Bubièiśa". Sono prodotto De.Co. a Bobbio;
- Torta di mandorle alla bobbiese (De.Co) (Ra tùrta d'armandul in dialetto bobbiese, nome depositato), tipica ricetta medievale bobbiese, a base di farina di mandorle e mandorle tritate, tuorli d'uovo e albumi con zucchero, nelle varianti morbida, ripiena e secca. È prodotto De.Co. a Bobbio[senza fonte];
- bonet piemontese, presente fra i dolci tipici bobbiesi dopo l'entrata della contea bobbiese nel Regno di Sardegna, nel 1748 divenendo provincia, assieme a Voghera ed alla Lomellina venne introdotto nel capoluogo;[senza fonte]
- focaccia di Natale - a chisóra ad Nadèl, torta dolce che la tradizione rurale bobbiese e delle campagne vuole accompagnata da mostarda di pere, è composta da farina, zucchero, uova, burro, miele, lievito di birra, latte, uva sultanina, pizzico di sale;
- i farsö, frittelle morbide e croccanti, tipiche di Bobbio e della Val Trebbia, preparate in occasione del Carnevale bobbiese e soprattutto in occasione della festa di San Giuseppe attorno ai falò serali (ra fuiè a Bobbio - ra fuià in alta val Trebbia), composti da pasta molto lievitata di forma tondeggiante e fritti in olio o strutto;
- il croccante bobbiese (De.Co) (U crucànt in dialetto bobbiese, nome depositato), dolce delle festività natalizie a base di mandorle dolci scottate e tostate intere e a pezzi, miele e zucchero caramellato. La tradizione del croccante realizzato in forma di cestino è ancora viva. È prodotto De.Co. a Bobbio;
- amaro monte Penice, amaro tipico prodotto da un infuso di erbe aromatiche.

### Eventi

#### Fiera-mercato di Bobbio
Ogni sabato mattina dalle 8 alle 13, durante tutto l'anno si svolge l'antica e tradizionale Fiera mercato di Bobbio. Da tutte le vallate della Val Trebbia e dell'Appennino giungono in città moltissime persone per il mercato. Si compone di numerose bancarelle di tutti i generi: prodotti tipici, alimentari, biologici, oggettistica, abbigliamento, fai da te, macchine ed attrezzi agricoli e giardinaggio, ecc. La fiera mercato è collocata nelle piazze principali e nelle vie cittadine del centro storico. In piazza di Porta Fringuella vi è il banco del pesce fresco.

#### Concorso di pittura estemporanea "Memorial Dino Cella"
Il Lions Club Bobbio unitamente all'assessorato alla cultura del Comune di Bobbio organizzano ogni anno per il 1º maggio il concorso di pittura estemporanea "Memorial Dino Cella", che si propone come finalità lo sviluppo delle arti figurative. La manifestazione, dedicata al pittore Dino Cella, vuole invitare i partecipanti a riprodurre su tela particolari suggestivi e caratteristici della città di Bobbio e dintorni. Il concorso è aperto ad artisti professionisti e dilettanti.

#### Bobbio Film Festival

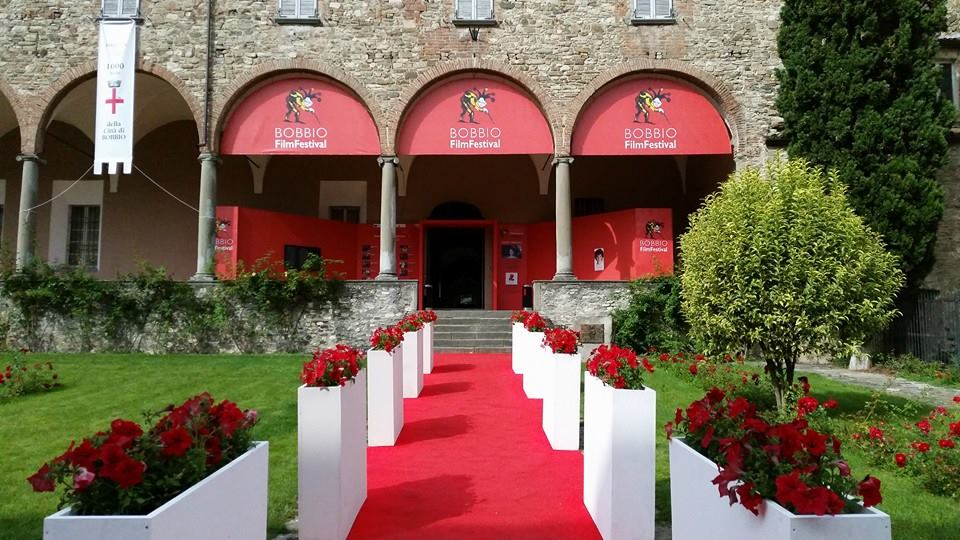
Bobbio Film Festival dal porticato dell'Abbazia di San Colombano

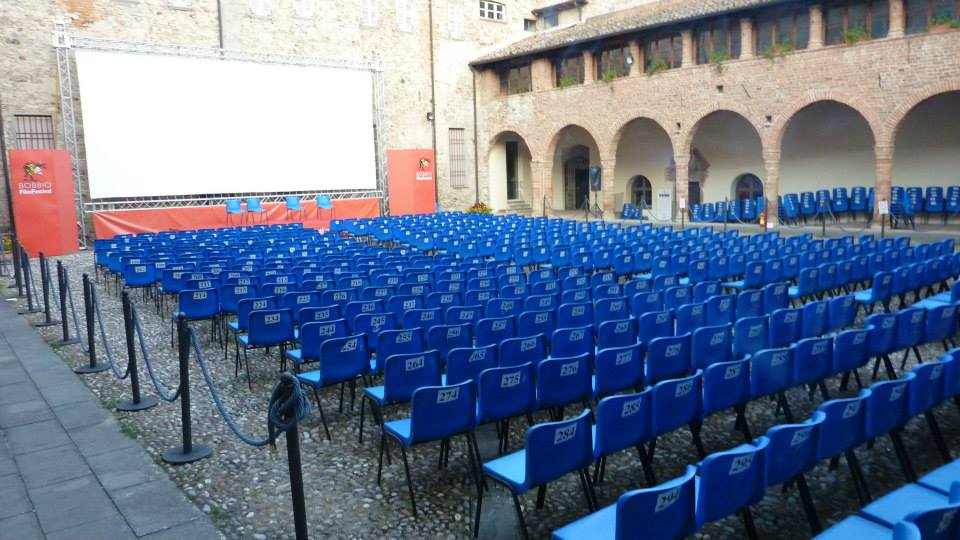
Allestimento nel Chiostro del Bobbio Film Festival

Il Bobbio Film Festival è nato nel 1995 dal laboratorio Farecinema per iniziativa del regista Marco Bellocchio e nel corso degli anni è cresciuto sino a quando, nel 2010, è nata l'Associazione Marco Bellocchio, che da allora si occupa della direzione del festival.

#### Festa patronale di San Colombano
Il 23 novembre si festeggia il patrono della città, San Colombano. In questa occasione si incontrano l'autorità politica rappresentata dal sindaco, e quella religiosa rappresentata dal vescovo cattolico, con il tradizionale dono del cero. Le celebrazioni all'Abbazia di San Colombano con la tradizionale "Benedizione del pane di San Colombano" da parte del vescovo, che sarà poi distribuito ai fedeli, la solenne concelebrazione eucaristica nella basilica dell'abbazia presieduta dal vescovo e da autorità religiose legate al santo patrono e provenienti sia dall'Irlanda che dalle varie parti del mondo, d'Europa e italiane, oltre che alla comunità dei parroci provenienti dalle parrocchie italiane intitolate a San Colombano e dai sindaci dei comuni italiani legati al santo patrono. La solennità è preceduta la sera precedente dalla processione serale del "Transito di San Colombano", con la processione dell'antico busto reliquiario e le celebrazioni in basilica del transito.

#### Millenario della città

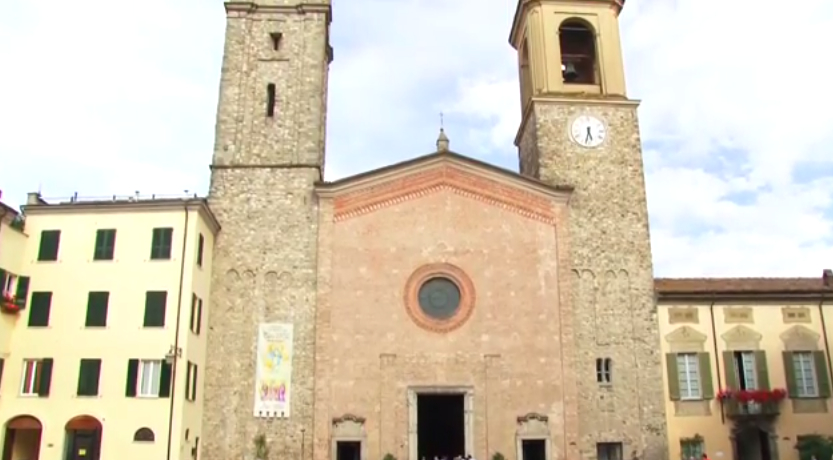
Lo stendardo affisso al campanile di sinistra della Cattedrale

Nel 2014 si è celebrato il millenario della fondazione della diocesi e dell'elevazione del borgo di Bobbio a città imperiale, avvenuta il 14 febbraio 1014 per opera dell'imperatore Enrico II il Santo che concesse la dignità episcopale all'abate Pietroaldo.
Per ricordare il millenario è stato realizzato uno stendardo alto circa cinque metri, montato su telaio e affisso al campanile di sinistra della cattedrale, che raffigura la Madonna Assunta, alla quale è dedicato il Duomo di Bobbio. 
Il comune di Bobbio ha anch'esso realizzato vari stendardi appesi nel centro storico a ricordo del millennio che con il titolo di città e la concessione imperiale del privilegio di un diverso ordinamento legale-amministrativo che via via diede le basi per le autonomie comunali con la redazione degli antichi statuti e la nascita effettiva fra il XI e XII secolo del Comune medievale prima di tipo consolare e poi di tipo podestarile.

#### Concorso letterario "Ponte Gobbo - Città di Bobbio"
Dal 2008 la locale casa editrice Pontegobbo e il quotidiano piacentino La Libertà indicano un concorso letterario aperto a giovani scrittori italiani e stranieri di narrativa e poesia. Il concorso dà modo a giovani talenti sconosciuti, partecipando, di emergere facendosi conoscere da pubblico e critica.

## Geografia antropica

### Frazioni
Il comune comprende diverse frazioni: Altarelli, Areglia (o Area), Aregli, Arelli, Avegni, Barberino, Bardughina, Bargo, Barostro, Bellocchi, Bertuzzi, Bocchè, Bracciocarella, Brada, Brignerato, Brodo, Bronzini, Brugnoni, Buffalora, Ca' di Sopra, Cadelmonte, Cadonica, Caldarola, Callegari, Caminata, Campi, Campore, Canneto, Casarone, Casone, Cassolo, Castighino o Casteghino, Cavarelli, Ceci, Cento Merli, Cerignale, Cernaglia inferiore, Cernaglia superiore, Cognolo, Colbara, Colombara, Costa Tamborlani, Croce, Degara, Dezza, Embrici o Embresi, Erta, Fasso, Fognano, Fontanini, Fornacioni, Fosseri, Freddezza, Gazzola, Gerbidi, Gobbi, Gorazze, Gorra, Lagobisione, La Colletta di Monte Gazzolo, La Residenza, Le Rocche, Levratti, Longarini, Mezzano Scotti, Moglia, Mogliazze, Moglia dei Larbani, Nosia, Parcellara, Passo Penice, Passo Scaparina, Piancasale, Pianella, Pianazze, Pianelli, Poggio Area (o Poggio d'Areglia), Poggio di Santa Maria, San Cristoforo, Ponte, Ravannara, San Martino, San Salvatore, Santa Maria, Sassi Neri, Schiavi, Scrocchi, Spessa, Squera, Tamborlani, Telecchio, Terme di Bobbio, Vaccarezza, Valle, Verneto, Zanacchi, Zucconi.
- Areglia (o Area) (378 m.): frazione sparsa costituita da più nuclei di 15 abitanti[92], dista circa 10 km dal centro comunale sopra Mezzano Scotti, il piccolo paese sorse dopo la costruzione del vicino castello di Poggio d'Aregia[93], situato in località Poggio Area e residenza abituale della famiglia Scotti, il fortilizio medioevale già testimoniato nel XII secolo, venne ricostruito nel 1488 da Bartolomeo Scotti, distrutto dai Dal Verme nel 1516, venne riedificato dopo poco, antistante vi è l'oratorio di S. Carlo Borromeo del XVII secolo (di proprietà privata).
- Cadelmonte (o Ca' del Monte) (236 m.): piccolo borgo storico e località turistica di 41 abitanti[94], dista circa 9 km dal centro comunale percorrendo la Strada del Penice e poi brevemente la Strada provinciale 34 per Pecorara, il borgo consta di antiche costruzioni in pietra locale attorniato dalle alture del Monte Pradegna, del Pan Perduto, di Pietra Corva ed ai vicini insediamenti neolitici del Monte Groppo e Pianelli, zona molto frequentata dagli amanti delle escursioni.
- Cassolo (236 m.): piccolo borgo storico e località turistica di 86 abitanti[95], dista circa 8 km dal centro comunale adiacente alla Strada statale 45, il borgo consta di antiche costruzioni arroccate in pietra locale appena sotto l'antica strada verso il fiume Trebbia, si trova nella zona del pagus Ambitrebio del territorio romano di Veleia, ed è già documentato come cella monastica nel Codice Diplomatico dell'Abbazia di San Colombano di Bobbio nel 967 e nel 972. All'interno del nucleo storico verso il fiume si trova l'oratorio di S. Andrea del XVI secolo rimaneggiato in tempi successivi.
- Mezzano Scotti (259 m.): grosso borgo storico e località turistica di 175 abitanti[96], dista 6,5 km dal centro comunale adiacente alla Strada statale 45, sorse in epoca romana come borgo di Medianum[97](La terra di mezzo), sede del pagus Domizio. La zona compare in un documento del Codice Diplomatico dell'Abbazia di San Colombano di Bobbio del 747 e nell'891 vi è citato il Monastero di San Paolo. Il monastero, fortificato dopo il mille con l'annesso castello, ed il territorio passano nel 1141 sotto le dipendenze della contea vescovile di Piacenza. Dopo che gli Scotti si impadroniranno del territorio di Mezzano e del monastero, nel 1460 i pochi monaci dovranno ritirarsi nella frazione vicina di Cadonica, dove fonderanno la nuova sede monastica, oggi visibile nella Torre fortificata e nel vicino oratorio. L'attuale Chiesa parrocchiale di San Paolo, venne ricostruita nel XVI secolo, l'edificio più volte rimaneggiato nel XVIII e nel XIX secolo, subì la modifica di orientamento della facciata. Il castello, restaurato nel 1506 passa dapprima ai Canonici Lateranensi della Chiesa di Santa Maria della Passione di Milano, e nel 1551 al conte Antonio Caracciolo e riadattato a residenza signorile. Verso la metà dell'Ottocento passa assieme alle proprietà di Cadonica e la Torre, ai Follini, una delle più antiche e importanti famiglie del luogo. Nel 1924 avvenne il crollo del castello durante i lavori di ammodernamento, ciò che rimane del fortilizio e del monastero è inglobato nel complesso di fabbricati ancora di proprietà dei Follini. La frazione sarà poi inglobata nel territorio del comune di Travo, fino al 1927 quando si ebbe il passaggio nel comune di Bobbio.
- Piancasale (260 m.): piccolo borgo storico e località turistica di 85 abitanti[98], dista circa 3 km dal centro comunale adiacente alla Strada statale 45, il borgo consta di antiche costruzioni in pietra locale attorniate da diversi nuclei sparsi, sorse in epoca antica con le saline e terme romane di Piano e Casa del sale, ed il borgo circostante compare in un documento del Codice Diplomatico dell'Abbazia di San Colombano di Bobbio del X secolo. Nel 1896 venne costruito il primo centro termale, le "Terme di S. Ambrogio" di Piancasale, per volontà del marchese Obizzo Landi, in seguito venne trasformato in colonia elioterapica termale, la "Colonia Carenzi", poi abbandonata. L'oratorio di San Rocco, situato nel centro del borgo, è di origine medievale e venne rimaneggiato nel 1855.
- Santa Maria (689 m.): grosso borgo storico e località turistica di 125 abitanti[99], dista circa 7 km dal centro comunale percorrendo la Strada del Penice, il primo insediamento era quello di Saltus[100], situato su una collina alla confluenza del rio Rocca con il rio Salto, che risale all'epoca preistorica assieme ai vicini insediamenti neolitici del Monte Groppo e Pianelli. Il nome della frazione è recente e deriva dalla dedicazione della parrocchia. I monaci del monastero di Bobbio vi insediano una cella monastica con l'oratorio di San Bartolomeo in Sarti, documentato nel Codice Diplomatico dell'Abbazia di San Colombano di Bobbio nel 862. Nel 1207, la chiesa viene dedicata a Santa Maria del Cerreto in Sarto. Nei secoli successivi l'insediamento viene abbandonato e si ha il trasferimento progressivo nell'attuale frazione in cui nel XV secolo sorse anche l'attuale Chiesa parrocchiale di Santa Maria del Carmine, l'edificio più volte rimaneggiato venne ampliato nel XVIII secolo.

## Economia
L'agricoltura, un tempo principale mezzo di sostentamento per gli abitanti del territorio bobbiese, ha in parte perso questa sua caratteristica in conseguenza dei cambiamenti socio-economici e migratori, avvenuti nel corso degli ultimi decenni. Rimane comunque un'attività di fondamentale importanza, anche per il mantenimento dell'equilibrio idrogeologico. Il principale fattore peggiorativo è stato lo spopolamento della campagna, a vantaggio sia delle città più vicine (Piacenza, Genova e area milanese) sia, in misura minore, del centro urbano di Bobbio. Tra le principali coltivazioni si annoverano quelle della vite, dei foraggi e dei cereali. È praticato anche l'allevamento di animali. L'attività agricola costituisce spesso un secondo lavoro, magari diretto all'autoconsumo. Non mancano, comunque, segni di vitalità, che si manifestano in una maggiore attenzione alle prospettive offerte dall'agricoltura biologica e dalla valorizzazione, anche in connessione all'offerta turistica, dei prodotti tipici, grazie ad agriturismi e cooperative agricole. Collegata all'agricoltura è anche la produzione di insaccati.
Le produzioni industriali e artigianali si concentrano nei settori elettromeccanico, informatico, della piccola automazione, carpenteria metallica, piccola editoria, caseario, falegnameria di pregio e chimica (fabbricazione del caglio).
Sono diverse le imprese operanti nel settore delle costruzioni. Sul monte Penice si trovano importanti installazioni per le telecomunicazioni, tra cui il centro di trasmissione RAI che serve gran parte della pianura Padana.
Il settore economico di gran lunga più importante è quello terziario, concentrato nel capoluogo. A Bobbio, infatti, hanno sede diversi servizi (scuole, ospedale, ambulatori dell'ASL, sportelli bancari, uffici pubblici, commercio al dettaglio), indispensabili vista la lontananza dal capoluogo di provincia, al servizio di un bacino d'utenza esteso al di là dei confini comunali e che finisce per ricomprendere gran parte della media e alta Val Trebbia.
S'inserisce nel terziario pure l'importante settore dell'accoglienza turistica, attivo tutto l'anno. La valenza artistica del centro storico e l'ambiente naturale attraggono molti turisti, soprattutto d'estate. Imprese locali hanno iniziato a fornire servizi dedicati ad alcune delle attività possibili sul territorio, sia di tipo culturale, come la visita ai musei e ai monumenti della città, che sportivo, come il trekking, il rafting, le passeggiate a cavallo. Sul monte Penice sono presenti impianti per gli sport invernali (sci da discesa a Passo Penice e fondo in località Ceci). La già buona offerta turistica potrebbe essere sfruttata maggiormente migliorando la ricettività alberghiera, in quanto gran parte del turismo è di tipo cosiddetto "mordi e fuggi", ossia composto da persone che al termine della giornata tornano a casa o si recano altrove, mentre il turismo residente si avvale soprattutto di seconde case e appartamenti in locazione. Dal 2008 fa inoltre parte dell'associazione I borghi più belli d'Italia.

### Acque termominerali di Bobbio
Le fonti di acque termominerali erano già conosciute dai romani. Venivano utilizzate soprattutto per la produzione di sale e per uso terapeutico. San Colombano ottenne dal re Agilulfo il diritto alla metà dei proventi delle saline, allora di proprietà del condottiero longobardo Sundrarit.
- Piancasale: acque salso-bromo-iodiche (sorgente Roccia delle Saline).
- Canneto: acque sulfureo-salse.
- San Martino: acque salso-iodico-solforose. Vi è presente uno stabilimento termale, in ristrutturazione.
- Fonte Rio Foglino: superato il ponte gobbo svoltare a destra e a circa 300 metri al primo bivio si troverà una stradina che scende, superato il ruscello vi apparirà un vecchio muro di forma circolare dal quale fuoriesce l'acqua termale.
- Fontana Ragazzi: acqua ferruginosa (nei pressi di San Martino).
- Fonte della Cascata del Carlone: acque salso-bromo-iodiche-solforose ricche di magnesio.

## Infrastrutture e trasporti

### Strade statali

#### Statale 45
Il territorio comunale di Bobbio e il capoluogo è attraversato da nord a sud dal percorso della strada statale 45 di Val Trebbia che collega Piacenza a Genova, passando per i principali capoluoghi comunali piacentini di Rivergaro, Travo, Marsaglia di Corte Brugnatella, Ottone e i principali capoluoghi comunali genovesi di Gorreto, Montebruno, Torriglia, Bargagli.

#### Statali 461 del Penice e 412 della val Tidone
Inoltre il capoluogo può essere raggiunto dalla strada statale 461 del Passo del Penice che da Voghera risale la valle Staffora passando per Varzi e l'omonimo passo, dove si collega anche la strada statale 412 della Val Tidone (Milano-Castel San Giovanni-Borgonovo-Pianello-Nibbiano-Caminata-Zavattarello-Romagnese-Passo Penice).

### Strade provinciali
Oltre alle statali 45 e 461 il territorio comunale è percorso da vari tracciati stradali della provincia:
- la strada provinciale 16 di Coli che, diramandosi dalla statale 45 nei pressi di Bobbio (zona San Martino), porta al capoluogo comunale di Coli innestandosi nella strada provinciale 57 di Aserei che da Coli attraverso il passo di Santa Barbara passa in val Nure per Pradovera e il capoluogo comunale di Farini dove si innesta nella strada statale 654 di Val Nure;
- la strada provinciale 34 di Pecorara che, diramandosi dalla statale 461 del Penice presso la località Vaccarezza ed il valico del Colle della Crocetta, si collega a Cicogni-Pecorara-Nibbiano dove si innesta nella strada statale 412 della Val Tidone;
- la strada provinciale 65 della Caldarola che, diramandosi dalla statale 45 dalla località Mezzano Scotti, attraverso il valico del passo della Caldarola si collega alla val Luretta verso Piozzano, sempre al passo della Caldarole si collega anche la strada provinciale 68 di Bobbiano che si collega al capoluogo comunale di Travo e alla statale 45;
- la strada provinciale 69 di Ceci che, diramandosi dalla statale 461 del Penice presso la località Brugnoni, passando per Ceci porta al valico del passo delle Vallette e al passo della Scaparina al confine regionale lombardo sul crinale che collega il passo del Penice con il passo del Brallo ed il capoluogo comunale di Brallo di Pregola.

### Mobilità Urbana
Il trasporto pubblico è garantito da: SETA da Piacenza lungo la Val Trebbia sulla tratta Piacenza - Bobbio - Ottone (Linea E17; Piacenza-Quarto-Settima-Niviano-Rivergaro-Fabiano-Travo Casino Agnelli-Perino-Cassolo-Piancasale Bivio-Bobbio-S. Salvatore-Marsaglia-Cerignale Bivio-Ponte Organasco-Losso-Ottone).
Inoltre, da Ottone parte il collegamento con l'alta Val Trebbia genovese fino a Genova gestito dall'AMT (Linea OT-GE 725-925; Genova-Bargagli-Torriglia-Ottone), sempre da Ottone vi è il servizio di Autoguidovie che si collega con Varzi (PV) attraverso il Passo del Brallo (Linea 123; Varzi-Brallo di Pregola-Ottone).
Da Bobbio partono altri collegamenti locali gestiti da SETA: Bobbio-Marsaglia-Salsominore-Rezzoaglio lungo la Val d'Aveto (Linea E22 A-R; Bobbio-S. Salvatore-Marsaglia-Sanguineto-Salsominore-Ruffinati-Boschi-Rezzoaglio), Bobbio-Coli (Linea E16 A-R su prenotazione; Bobbio-Scrocchi-Coli Piazza-Coli Fontana), Bobbio-Passo Penice (Linea E23 circolare su prenotazione; Bobbio-Campore-Valle-Vaccarezza-Cadelmonte-Sassi Neri-Gorazze-S. Maria-Valle-Campore-Bobbio).

## Amministrazione

### Gemellaggi
- Ybbs an der Donau
- Navan
- Palazzolo Acreide

## Sport
Nel comune opera il Canoa Club Bobbio che propone attività con l'uso della canoa, del kayak, del dragonboat e del gommone da rafting e sono presenti diverse società dilettantistiche come l'ASD Bobbio Track&Trail, l'USD Bobbiese 1912 (club di calcio) militante in Promozione, l'ASD Bobbio 2012 - Perino (club di calcio) militante in Seconda Categoria, la Bobbio Volley militante in Seconda Divisione Femminile, i Cavalieri delle Terre di San Colombano (associazione ippica), il Moto Club Bobbio, la Pedale Bobbiese (ass. ciclistica), ASD Progetto Penice (sport invernali e pista di mountain board), lo Sci Club Bobbio, e il Tennis Club Camillo Bellocchio.

### Impianti sportivi
- Centro sportivo Candia;
  - Stadio comunale Lucio Bianchi
  - Piscina comunale
  - Palacinghiale (campo da volley)
  - Campi da tennis
- Impianti sciistici di Passo Penice, nel comprensorio di Passo Penice[102];
- Impianto di Sci di Fondo, in località Vallette di Ceci[103].